# St. Sebastian (Mannheim)

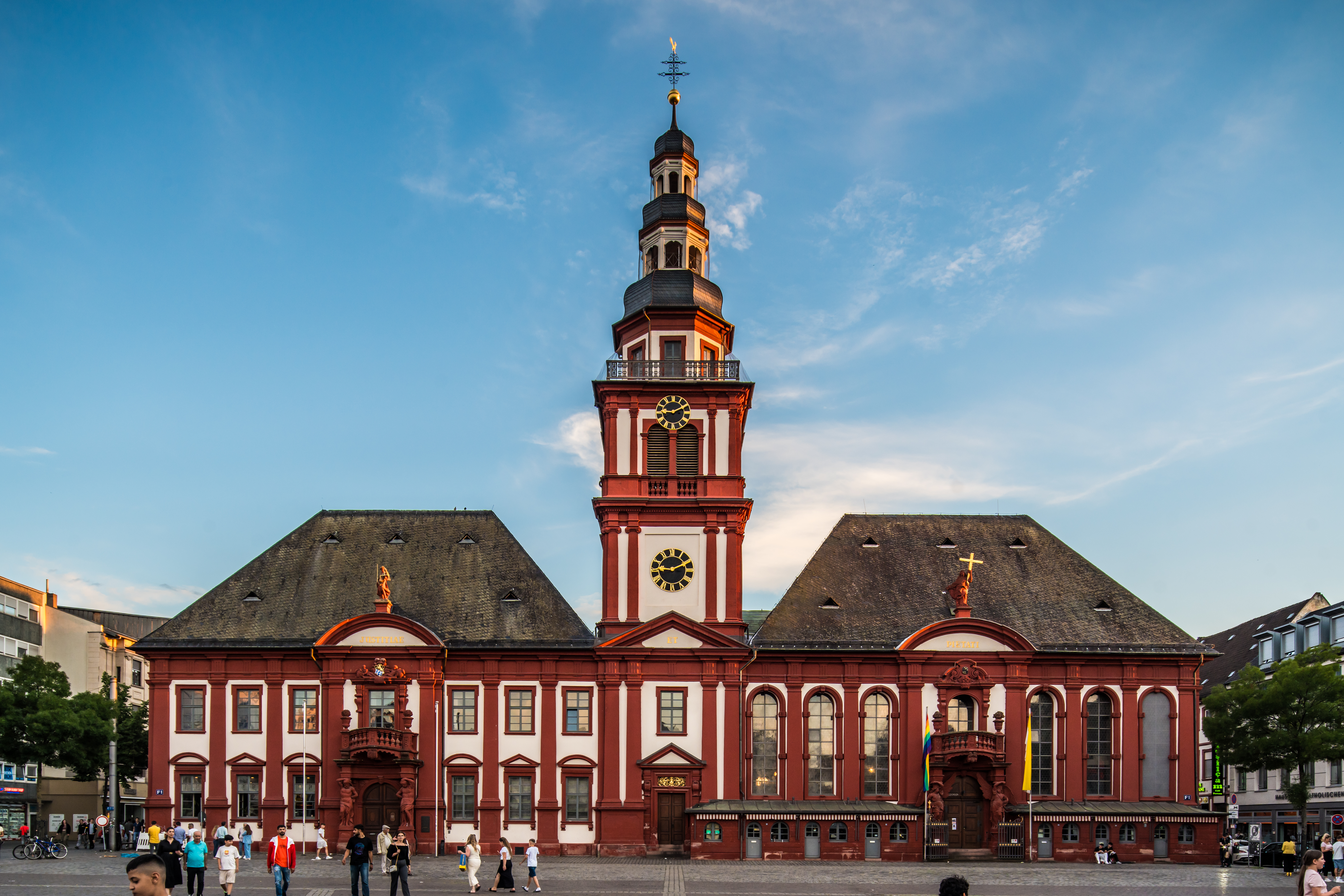
Altes Rathaus und St. Sebastian

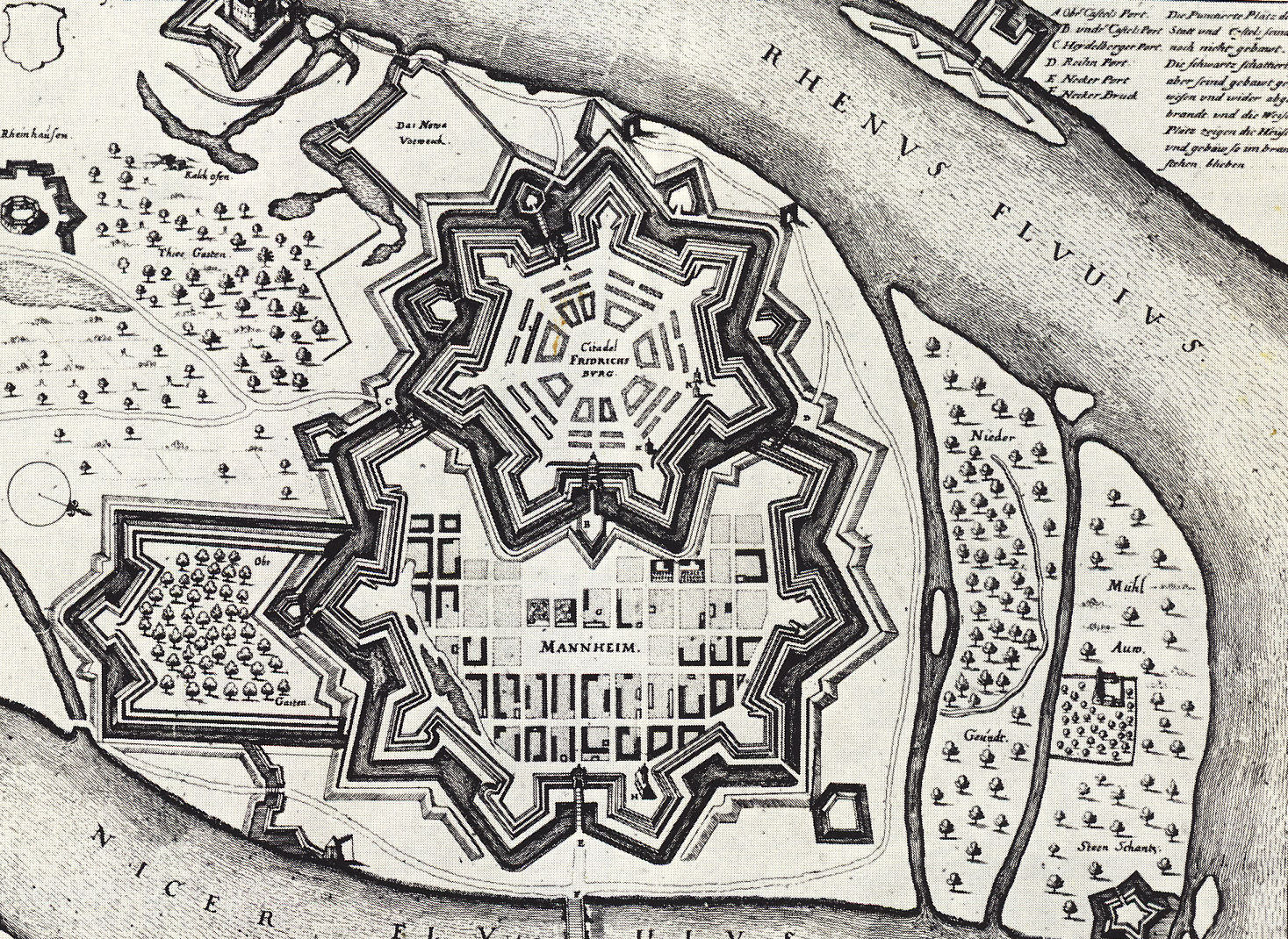
Mannheim im 17. Jahrhundert, oben die Friedrichsburg, unten das „neue“ Mannheim (Matthäus Merian 1645)

St. Sebastian ist die älteste katholische Pfarrkirche der Stadt Mannheim und eine der drei Kirchen der Seelsorgeeinheit Mannheim-City in der Innenstadt. In kurpfälzischer Zeit wurde sie vom Kurfürsten als Hofkirche genutzt und erhielt eine prachtvolle Ausstattung von Künstlern wie Bibiena, Verschaffelt und Egell. Beeinträchtigt wurde die Ausstattung durch Umgestaltungen im 19. Jahrhundert und Beschädigungen im Zweiten Weltkrieg. Die Sebastianskirche bildet mit dem Alten Rathaus einen Anfang des 18. Jahrhunderts errichteten barocken Doppelbau, der das älteste erhaltene Bauwerk der Stadt ist.

## Geschichte

### Erste Kirche in Mannheim
Mannheim wurde erstmals im Jahr 766 im Lorscher Codex erwähnt. Seit wann es eine Kirche in Mannheim gab, ist nicht bekannt, ein Pfarrer wurde erstmals 1309 bezeugt. Im Wormser Synodale von 1496, einem Visitationsprotokoll der Pfarrgemeinden des Bistums Worms, wurde die Mannheimer Pfarrkirche beschrieben und erstmals festgehalten, dass der hlg. Sebastian Patron von Kirche und Dorf war. 1556 führte Kurfürst Ottheinrich in der Kurpfalz die Reformation ein.
Über das weitere Schicksal der alten Sebastianskirche ist nichts bekannt. Wahrscheinlich aber wurde sie zu Beginn des 17. Jahrhunderts abgebrochen, als anstelle des alten Dorfes die Friedrichsburg als Bollwerk zum Schutz der protestantischen Kurpfalz angelegt wurde und die Mannheimer Dorfbewohner nördlich davon in die heutigen Unterstadt der Quadrate übersiedeln mussten. Mit Ausnahme einiger weniger Jahre während des Dreißigjährigen Kriegs blieb Mannheim in der Folge protestantisch. Den wenigen Katholiken war die öffentliche Religionsausübung verboten, daher wurde heimlich der Gottesdienst in der Seckenheimer St.-Aegidius-Kirche besucht.

### Neubau der Kirche
1685 trat mit Philipp Wilhelm ein katholischer Zweig der Wittelsbacher das kurpfälzische Erbe an, der für die Katholiken die Mitbenutzung der Gotteshäuser der Reformierten und Lutheraner verfügte und 1701 erhielt Mannheim wieder eine eigene katholische Pfarrei. Nach den Zerstörungen des Pfälzischen Erbfolgekriegs stand aber nur eine simultan genutzte Notkirche und ab 1704 auch die Kirche des Kapuzinerklosters zur Verfügung. Inzwischen war im Jahr 1700 im Quadrat F 1 der Grundstein für ein Rathaus am zentralen Marktplatz gelegt worden, an dessen Westflügel die Stadtgemeinde ein Waaghaus mit Repräsentationsräumen im Obergeschoss plante. Die Katholiken schlugen mit Unterstützung des Stadtdirektors vor, stattdessen an dieser Stelle die katholische Hauptkirche zu errichten. Kurfürst Johann Wilhelm genehmigte 1706 den Antrag und noch im selben Jahr wurde am 25. November der Grundstein gelegt. Weihbischof Peter Cornelius Beyweg weihte ihn zu Ehren der Heiligen Dreifaltigkeit und der Beata Maria Virgo Assumpta (Mariä Himmelfahrt). Bei den Vertretern der mehrheitlich protestantischen Stadt stießen die Pläne auf Widerstand, auch weil sie für den größten Teil der Kosten aufkommen und sich das Gebäude symmetrisch am repräsentativen Stil des Rathauses anlehnen sollte. Stattdessen schlugen sie vor, die Kirche im Quadrat N 1 beim Paradeplatz zu errichten. Dies wiederum lehnten die Katholiken ab, weil der Baugrund zu schlecht sei und dort der regelmäßige Viehmarkt abgehalten wurde, so dass der Kurfürst 1707 den Bau des Gotteshauses am Marktplatz befahl.

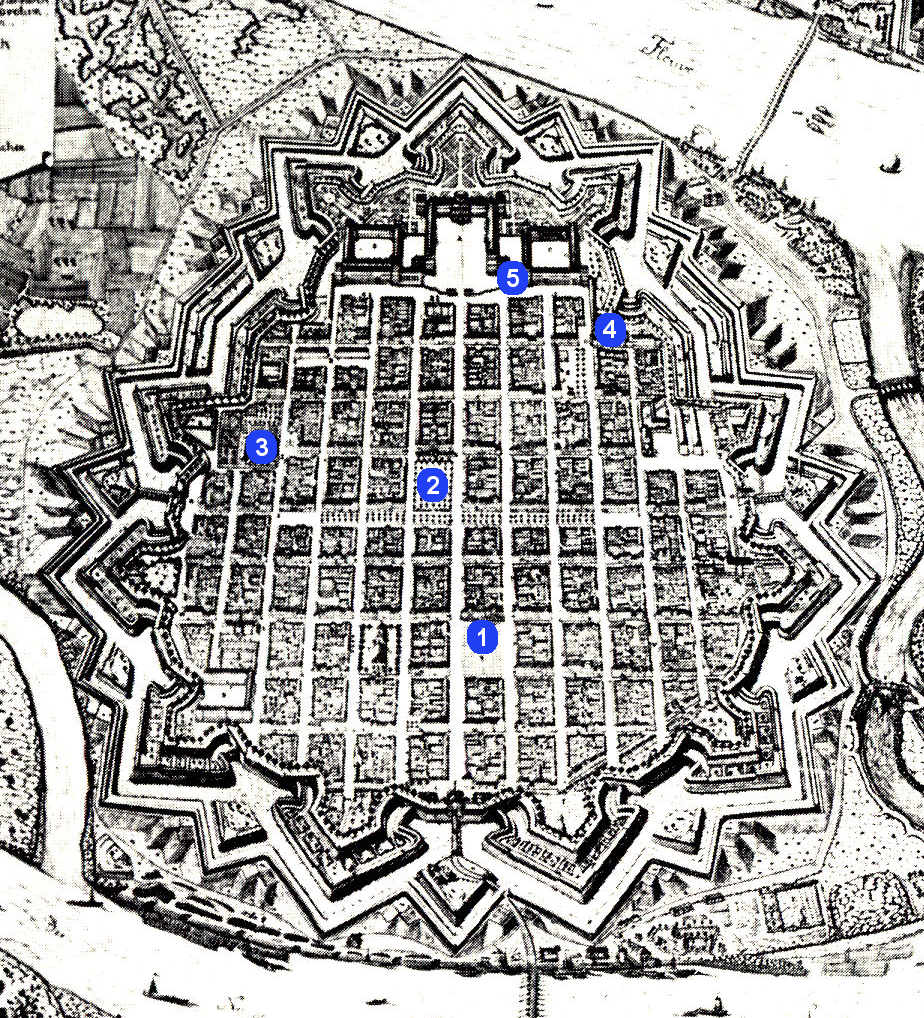
Mannheim 1758 (Josef Anton Baertels):
1. St. Sebastian
2. Paradeplatz
3. Kapuzinerkloster
4. Jesuitenkirche
5. Schlosskirche

Nach den Plänen des Vorarlberger Baumeisters Johann Jakob Rischer (1662–1755) wurde die Kirche unter der Leitung der Ingenieure William Cour und Johann W. Nottum erbaut. Entgegen Rischers ursprünglichem Plan ordnete der Kurfürst eine Erhöhung aller Gebäudeteile um 10 Fuß, rundbogige Fenster für die Kirche und den Verzicht auf eine Kuppel über der Kirche an. Stattdessen erhielt die Kirche wie zuvor schon das Rathaus ein hohes Walmdach. Am 12. Dezember 1709 wurde sie eingeweiht und vermutlich am 1. Mai 1710 bischöflich konsekriert. Aus Tradition wurde Sebastian als Patron für die Stadtkirche übernommen. Danach wurde noch bis 1723 an der Kirche gebaut, insbesondere am Fassadenschmuck und der Innenausstattung.
1720 verlegte Kurfürst Carl Philipp die Residenz der Kurpfalz von Heidelberg nach Mannheim und nutzte St. Sebastian bis zum Bau der Schlosskirche 1731 als Hofkirche. Auch danach besuchte der Kurfürst regelmäßig einmal im Jahr am 20. Januar – dem Fest des heiligen Sebastians – den Gottesdienst in der Kirche. Bereits 1742 musste die Kirche unter Leitung von Alessandro Galli da Bibiena renoviert werden. Für die wachsende Katholikenzahl war das Gotteshaus am Marktplatz bald zu klein. Schon 1744 wurde die Notwendigkeit einer zweiten Pfarrei festgestellt, aus Geldmangel aber nicht errichtet. Der neue Landesherr Karl Friedrich von Baden verfügte 1804 die Verlegung der Pfarrei in die Jesuitenkirche, weil sie größer und in besserem Zustand war. Erst im Dezember 1824 wurde an St. Sebastian wieder eine eigene Pfarrei errichtet. Seither bürgerten sich die Bezeichnungen Obere (Jesuitenkirche) und Untere Pfarrei (St. Sebastian) ein.

### Nach 1827

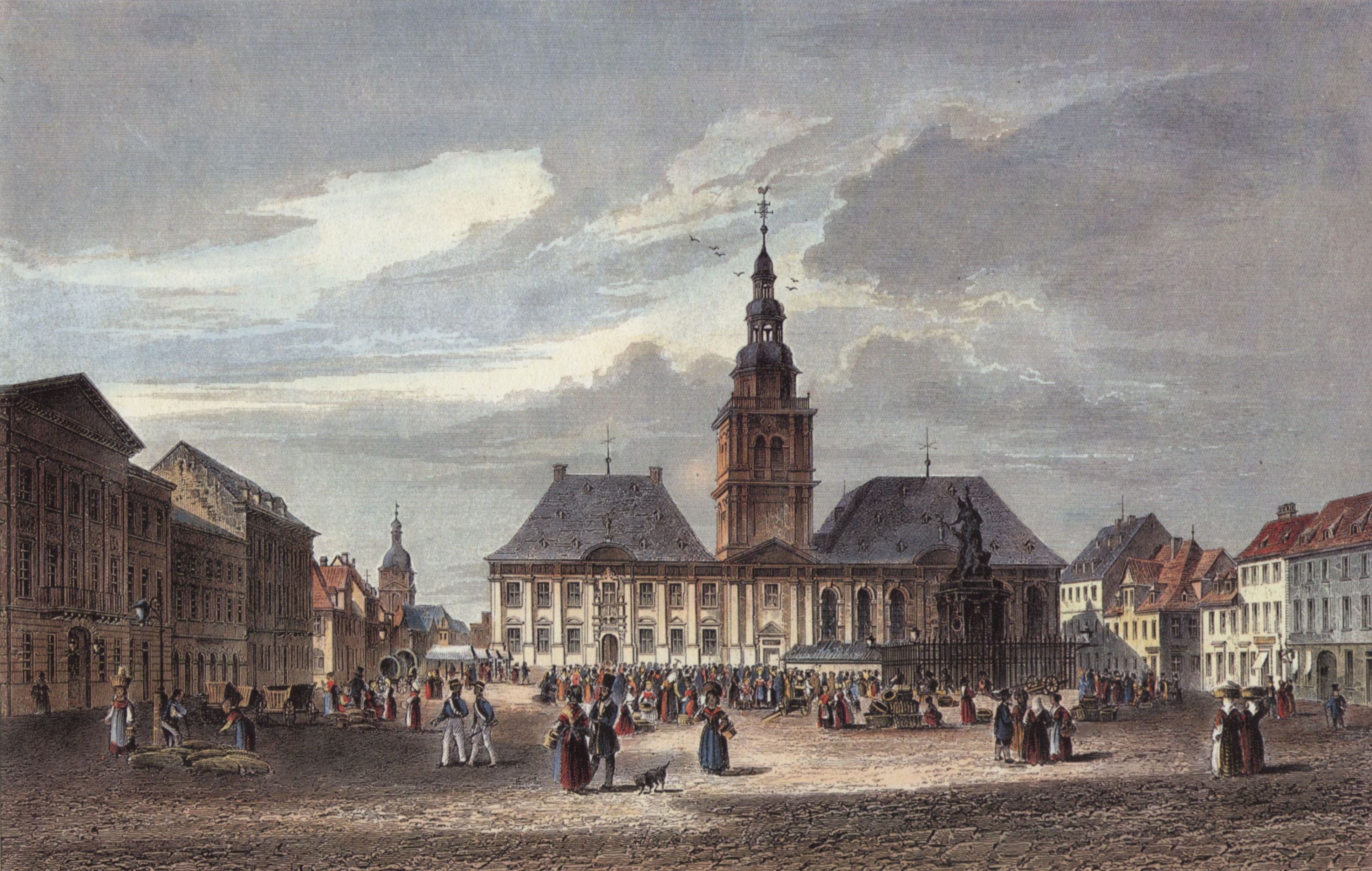
Ansicht um 1840 (Joseph Maximilian Kolb)

Innerhalb der katholischen Kirche gehörte St. Sebastian nach der Auflösung des Bistums Worms ab 1827 zum Dekanat Heidelberg im Erzbistum Freiburg bis 1902 das Stadtdekanat Mannheim gegründet wurde. Wegen der Bevölkerungsexplosion am Ende des 19. Jahrhunderts in Mannheim – die Einwohnerzahl der Stadt stieg zwischen 1871 und 1900 von 39.606 auf 141.147 – wurden weitere Kirchen gebaut und Pfarreien gegründet und von den beiden Ur-Pfarreien abgetrennt, so die Liebfrauenkirche und die Heilig-Geist-Kirche 1903, die Herz-Jesu-Kirche 1904 und St. Josef 1907.
Der Innenraum der Kirche erfuhr in dieser Zeit zum Teil einschneidende Veränderungen. Zunächst wurde 1875 aus der Hochaltar im Stil des Rokoko abgebrochen und durch einen historisierenden Ziborienaltar ersetzt. Zudem ging das Antependium 1934 als Leihgabe nach Berlin. Die nach den Zerstörungen des Zweiten Weltkriegs erhaltenen Reste des Hochaltars, der Altarraum-Absperrung und vier Figuren sind heute im Bode-Museum ausgestellt.

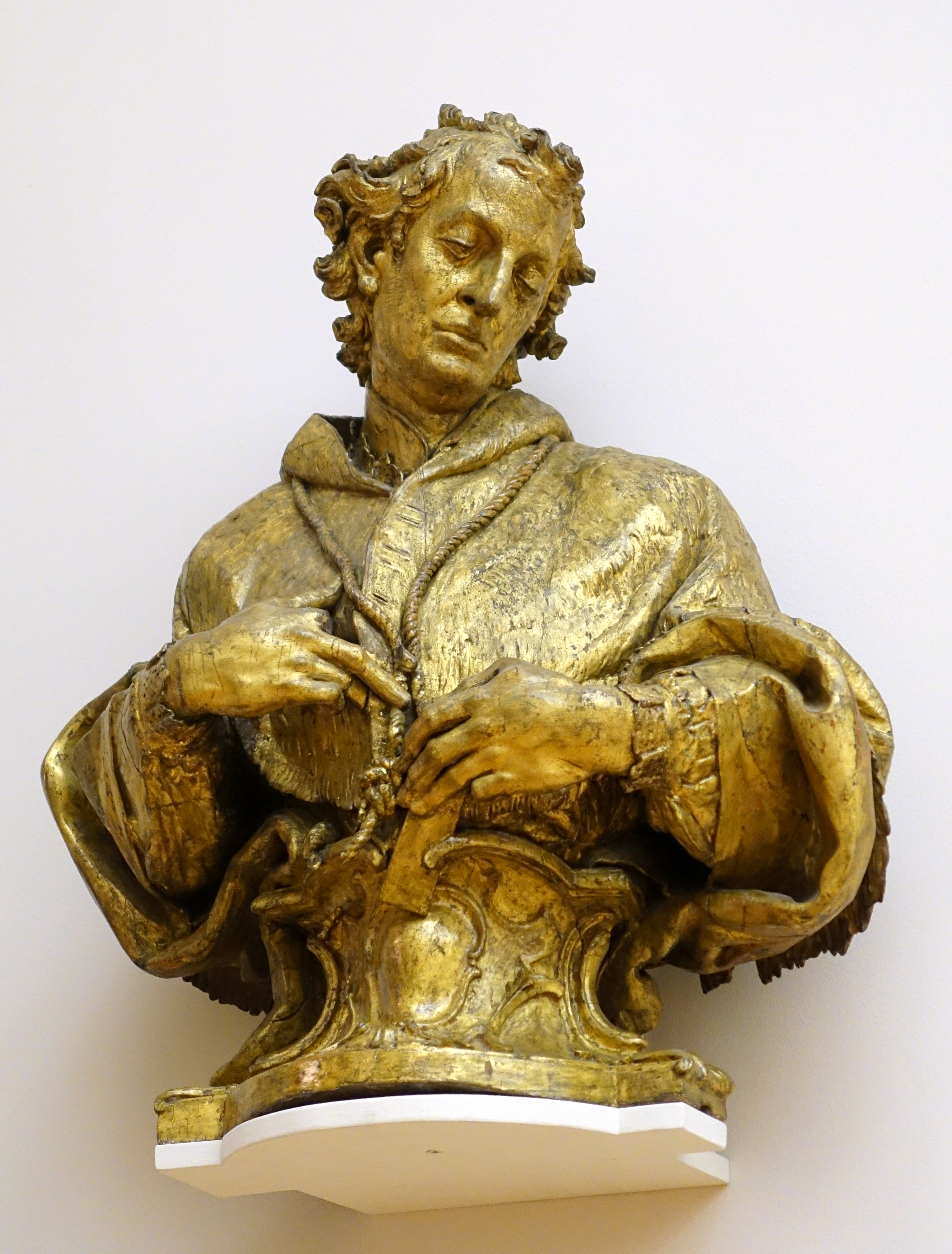
Bode-Museum, Figur des früheren Hochaltars

Bei der Renovierung 1906/07 wurden unter anderem die Apsis ausgemalt und Fenster im Chor zugemauert. 1936 wurde die Kirche restauriert. Zuvor hatte Joseph Sauer ein Gutachten erstellt und darin kritisiert, dass die Kirche „farblich unsagbar entstellt und durch magazinartige Aufhäufung von Erzeugnissen künstlerischer Unkultur peinlich verwildert“ sei. Die Stuckaturen von 1906 und zwei „Pseudoaltäre“ wurden entfernt und soweit feststellbar die Original-Farbgebung wiederhergestellt.
Während des Zweiten Weltkriegs wurden mehr als drei Viertel der Gebäude in Mannheim zerstört. Die St.-Sebastian-Kirche hingegen erlitt vergleichsweise geringe Zerstörungen. Bei einem Bombenangriff im April 1943 wurden die Marktplatzfassade, das Dach und Teile des Innenraums beschädigt. Danach wurde unter der Orgelempore eine Notkirche eingerichtet. Nach dem Krieg konnte die ganze – mit einem Notdach versehene – Kirche bereits Ende 1945 wieder genutzt werden. Zwischen 1952 und 1954 wurde St. Sebastian dann umfassend renoviert und zum Teil die verlustig gegangene Ausstattung ersetzt. Der neue Hochaltar wurde am 28. März 1954 geweiht. 1973 und 1999 wurde die Kirche renoviert.
Durch die Abwanderung der Bevölkerung aus der Innenstadt und die schwindende Zahl von Gläubigen wurde gegen Ende des 20. Jahrhunderts eine Konsolidierung eingeleitet. Die drei Innenstadtpfarreien der Oberen und Unteren Pfarrei sowie der Liebfrauenkirche wurden am 1. September 2005 zu einer Seelsorgeeinheit zusammengefasst. Seit 2003 feiert das Mannheimer Evangelisierungsteam seine Gottesdienste in St. Sebastian und seit 2009 auch die katholische Hochschulgemeinde. Das Jubiläumsjahr 2007 – die Stadt beging den 400. Jahrestag der Verleihung der Stadtrechte – nutzte die Gemeinde zur Wiederbelebung einer alten Tradition. Seitdem feiert sie wieder das Sebastianusfest am 20. Januar, dem Todestag des Kirchen- und ehemaligen Dorfpatrons. 2009 wurde im Hinblick auf den 98. Deutschen Katholikentag, der 2012 in Mannheim stattfand, die Außensanierung der Kirche beschlossen.

## Beschreibung

### Äußere Gestaltung
Die Kirche bildet zusammen mit dem Alten Rathaus den dominanten Südrand des Marktplatzes. An den anderen Platzrändern standen bis zum Zweiten Weltkrieg alte Häuser, sowohl zweistöckige Gebäude aus der Barockzeit, als auch drei- und vierstöckige Gebäude im Stil des Klassizismus und Historismus, denn insbesondere im 19. Jahrhundert waren die Häuser am Marktplatz ein bevorzugtes Wohngebiet des gehobenen Bürgertums. Im Krieg wurden fast alle Gebäude zerstört und danach durch Wohn- und Geschäftshäuser im funktionalen Stil der Zeit ersetzt, so dass ein starker Kontrast zum barocken Doppelbau von Rathaus und Kirche sowie dem 1767 errichteten Marktplatzbrunnen entstand.
Das äußere Erscheinungsbild des Gebäudes, das geprägt ist vom markanten Wechselspiel zwischen hell verputzten Flächen und rotem Sandstein, ist typisch für Bauten aus der Barockzeit in Mannheim. Das Ensemble aus Rathaus, Glockenturm und Kirche folgt dem Mannheimer Bauschema öffentlicher Gebäude mit fast symmetrischen Bauteilen und dem Turm in der Mitte. Die Verbindung der weltlichen Ordnungsmacht mit der Religion wird durch die Inschrift in großen, goldenen Lettern verdeutlicht, die sich über die Giebel der drei Gebäudeteile hinzieht: „Iustitiae et Pietati“ (Gerechtigkeit und Frömmigkeit). Die Fassaden werden durch korrespondierende Frauenfiguren gekrönt, die die beiden Tugenden symbolisieren. Der Glockenturm mündet in einen mehrfach gestuften Helm. Die Symmetrie wird verstärkt durch die Portale zu beiden Gebäuden. Das Portal des Rathauses ist mit Atlanten, das der Kirche mit Engeln geschmückt. Der Balkon über dem Kirchenportal ist nur Zierde und kann nicht betreten werden.
Die Marktplatzfassade der Kirche gliedert sich in sieben Achsen. Zwischen den sechs großen, rundbogigen Fenstern sind Pilaster angebracht, die einen Triglyphenfries tragen. Der Sockel wird verdeckt durch kleine Kramläden, die bis an die Fenster heranreichen. Das rundbogige Portal in der Mitte wird gesäumt von zwei als Engel gestalteten Karyatiden, die ein muschelförmig ausgestaltetes Gebälk mit dem darüberliegenden Balkon tragen. Die Inschrift in der Kartusche über dem Portal verweist mit einem Chronogramm auf die Jahreszahl 1713. Das Balkonportal ist mit einem mit Akanthuslaub und Voluten verzierten, gebrochenen Giebelaufsatz gekrönt.
Die Fassade an der Straßenseite weist ein ähnliches äußeres Erscheinungsbild auf, wie die Marktplatzfassade. Fünfachsig aufgebaut sind hier die Pilaster am Sockel mit einem Gesims verbunden. Über dem Rundbogenportal befindet sich eine Blendnische. Es wird umrahmt von zwei korinthischen Säulen. In dem Pilasterpaar dahinter sind zwei kleine Figurennischen, die heute leer sind. Die Fassade an der Hofseite ist einfacher ausgeführt, so hat das Hauptgesims nur ein Glied und die Fenster besitzen eine einfache Rahmung. Bedeckt wird die Kirche von einem hohen Walmdach.

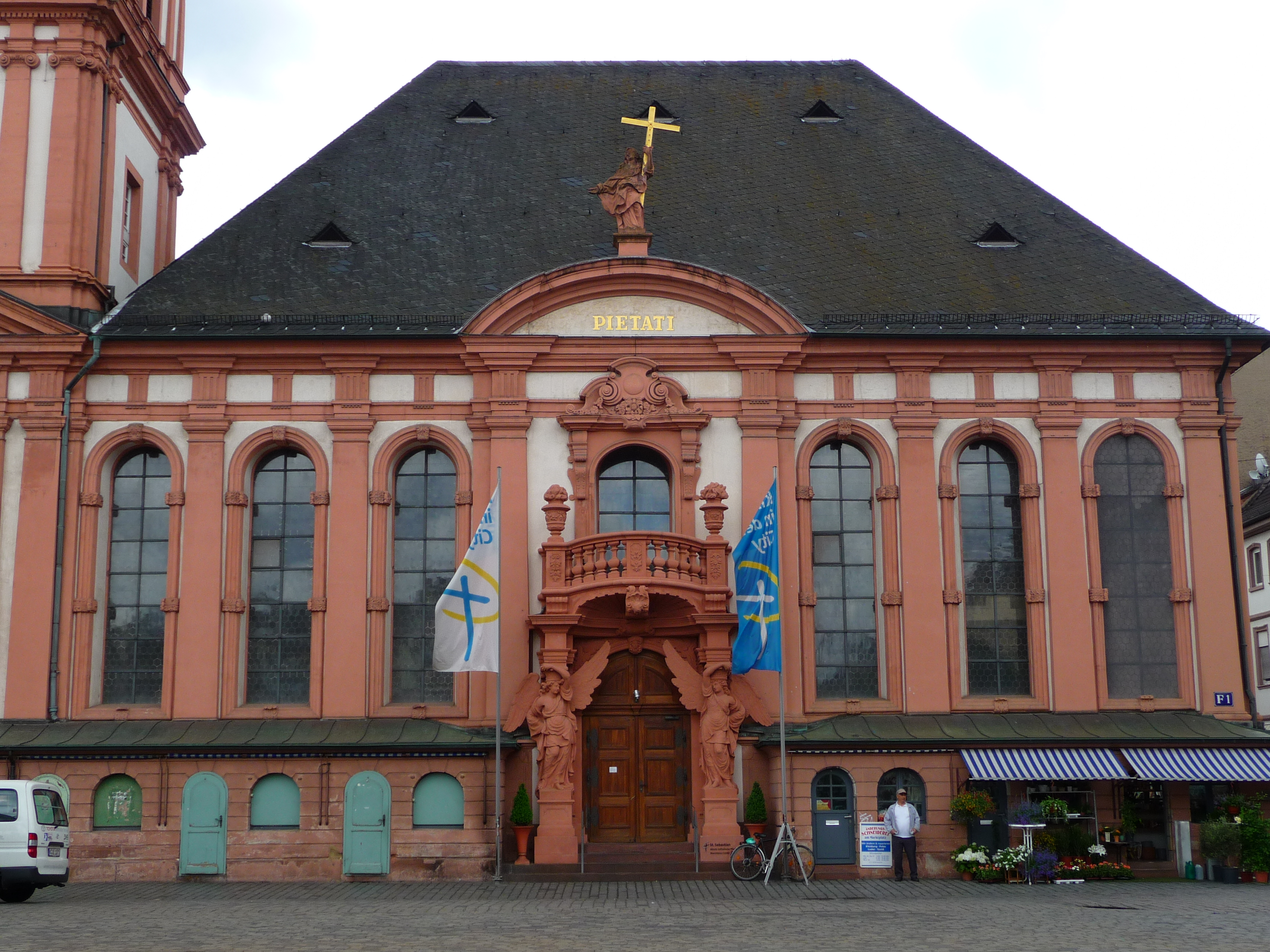
St. Sebastian
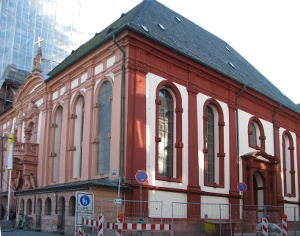
Ansicht Anfang 2011: die Straßenfront rechts hat bereits einen kräftigen Rotton erhalten
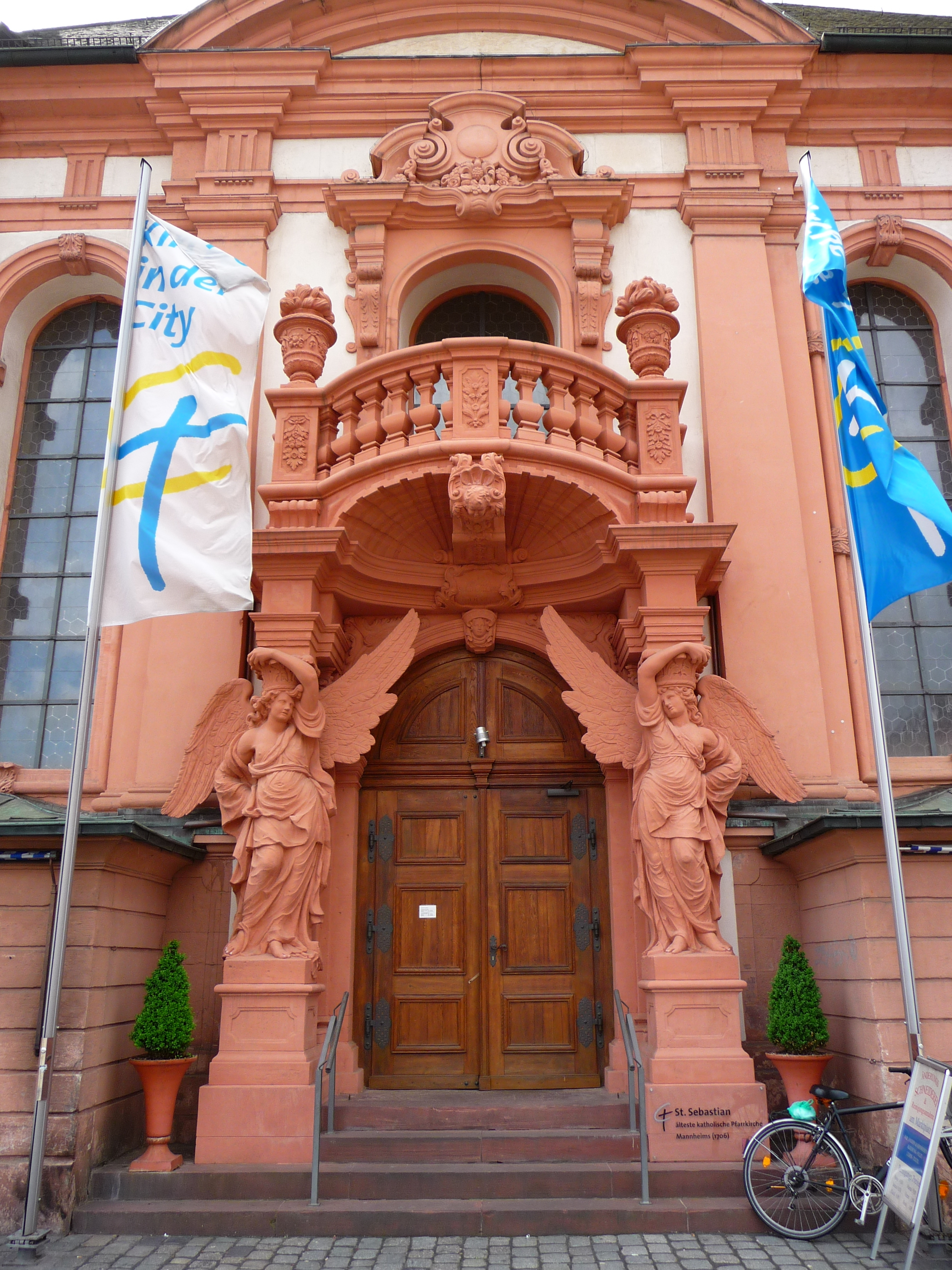
Marktplatzportal

### Glockenturm
Nach einem Vergleich von 1908 gehört der Turm der Stadt Mannheim und die Glocken sind im gemeinsamen Besitz von politischer und Pfarrgemeinde. Im mächtigen Glockenturm hängt zwar ein verhältnismäßig kleines Geläut, jedoch ist es ein vollständig erhaltenes vierstimmiges Barockgeläut aus dem 18. Jahrhundert. Die große Glocke ist wohl um einen Halbton zu hoch geraten, denn in der Barockzeit waren viele Geläute auf Dreiklängen aufgebaut (es sollte der vierstimmige e-Moll-Sept-Akkord e1–g1–h1–d2 werden).
| Nr. | Ton | Gussjahr | Gießer, Gussort                  | Ø (mm) |
| --- | --- | -------- | -------------------------------- | ------ |
| 1   | f1  | 1761     | Johann Michael Steiger, Mannheim | 1210   |
| 2   | g1  | 1720     | Heinrich Ludwig Gosman, Landau   | 1010   |
| 3   | h1  | 1709     | Johann Adam Roth, Mainz          | 820    |
| 4   | d2  | 1747     | Johann Michael Steiger, Mannheim | 650    |

Im Jahr 1956 goss Friedrich Wilhelm Schilling ein 23-stimmiges Glockenspiel mit dem Tonumfang d2–d4, das in der Turmlaterne untergebracht ist und täglich um 7:45, 11:45 und 17:45 Uhr spielt. Es besitzt sechs Rollen mit jeweils sechs Liedern. Jede Rolle kommt einen Monat lang zum Einsatz und wird dann von Hand gewechselt.

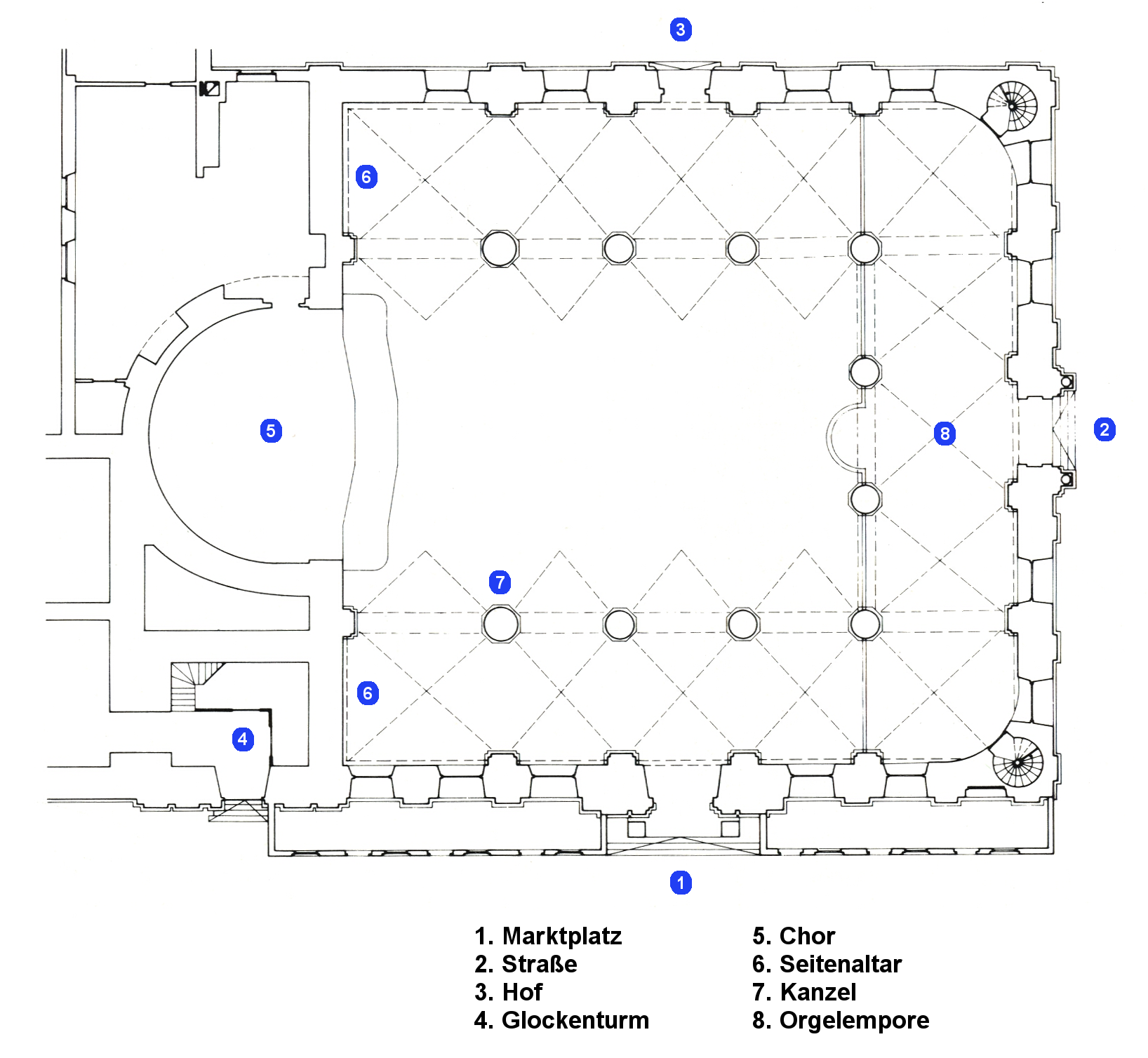
Grundriss der Kirche

### Innenraum
Das Langhaus der dreischiffigen Staffelhalle erhebt sich über einem ungefähr quadratischen Grundriss. Gegen Osten schließt sich der im Grundriss halbkreisförmige Chor an. Die Kantenlänge des Innenraums ohne Chor beträgt rund 26 Meter. Für die Untergliederung sorgen zehn kräftige Säulen: Zweimal vier Säulen grenzen das Mittelschiff und die beiden Seitenschiffe voneinander ab; das letzte Säulenpaar und zwei dazwischen eingestellte Säulen tragen die Orgelempore. Jede Säule steht auf achteckigem Sockel und verfügt über eine attische Basis und ein korinthisches Kapitell. Die Raumhöhe im tonnengewölbten Mittelschiff beträgt gut 15 Meter, in den mit Kreuzgratgewölben versehenen Seitenschiffen knapp 12 Meter. Der Chor wird von einer mit Stichkappen aufgesetzten Halbkuppel überwölbt und verfügte ursprünglich über acht Rundbogenfenster (links zwei Scheinfenster, mittig zwei Fensterblenden und rechts zwei wirkliche Fenster); die Pilaster zwischen ihnen waren vermutlich stuckiert. Die 1741 errichtete Kommunionbank, die Langhaus und Chor trennt, besteht aus marmoriertem Sandstein.

#### Hochaltar
Der erste, heute verlorene Hochaltar basierte auf einem Entwurf des Hofbaumeisters Alessandro Galli da Bibiena aus dem Jahr 1739. Die Arbeiten wurden von Franz Zeller (Schreiner), Paul Egell (Bildhauer) und Ferdinandus de Flans (Vergolder) ausgeführt und 1741 abgeschlossen. Im Rückblick war das Kunstwerk ein „Meisterwerk des Rokoko“.
Der holzgeschnitzte Altar zeigte (im Halbrelief ausgeführt) den gekreuzigten Jesus Christus, links des Kreuzes Maria, Johannes und Maria Magdalena, rechts des Kreuzes zwei Putti, flankierend die Heiligen Rochus und Sebastian. Alle Figuren waren weiß gefasst. Die Komposition wurde oben von einem vergoldeten Baldachin, seitlich von vergoldeten Durchgängen umgrenzt. Innen neben den Durchgängen knieten zwei Engel, die das Kreuz und den darunter eingearbeiteten Tabernakel anbeteten; über den Durchgängen standen Büsten der Heiligen Philipp Neri und Karl Borromäus.
Weil er ein „bedauerliches Zeichen weltlichen Ungeistes und aufdringlicher Unkunst“ sei, wurde der Rokoko-Altar 1875 abgebrochen und 1879 für 500 Mark an das Kunstgewerbemuseum Berlin verkauft, wo er – bis auf wenige Teile, die sich nun im Bode-Museum befinden – 1945 verbrannte. An seine Stelle trat 1877/1878 ein historisierender, in Stuccolustro ausgeführter Ziborienaltar. Dieser wiederum wurde bei einem Bombenangriff im April 1943 beschädigt und in der Folge durch einen am 28. März 1954 geweihten neuen Hochaltar ersetzt – ein 1954 von Karl Baur (1881–1968) geschaffenes Holzrelief der Krönung Mariens. Vom selben Künstler stammen die geschnitzten Heiligenfiguren Johannes, Paulus, Petrus und Sebastian, die 1956 seitlich des Holzreliefs platziert wurden, und der Tabernakel. Der Zelebrationsaltar wurde nach der Liturgiereform des Zweiten Vatikanischen Konzils von der Wand weg zum Volk hin gerückt, wodurch die Beziehung zwischen Mensa und Relief verloren ging.

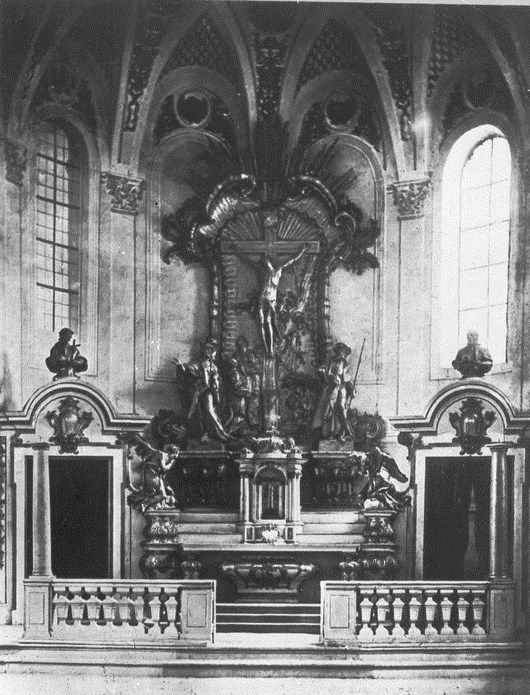
Mittelschiff, Blick auf den Chor mit Hochaltar (Stand 1875)
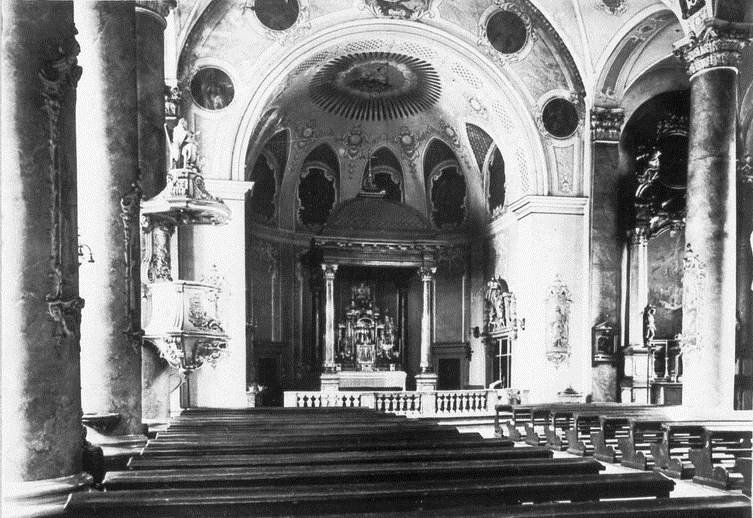
Mittelschiff, Blick auf den Chor mit Hochaltar (Stand 1920)
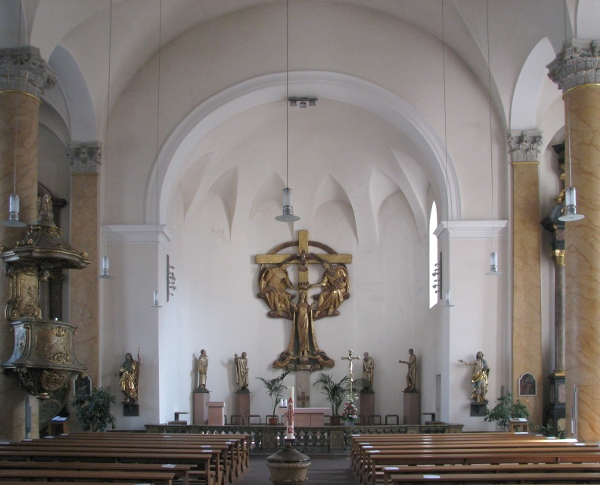
Mittelschiff, Blick auf den Chor mit Hochaltar (Stand 2009)
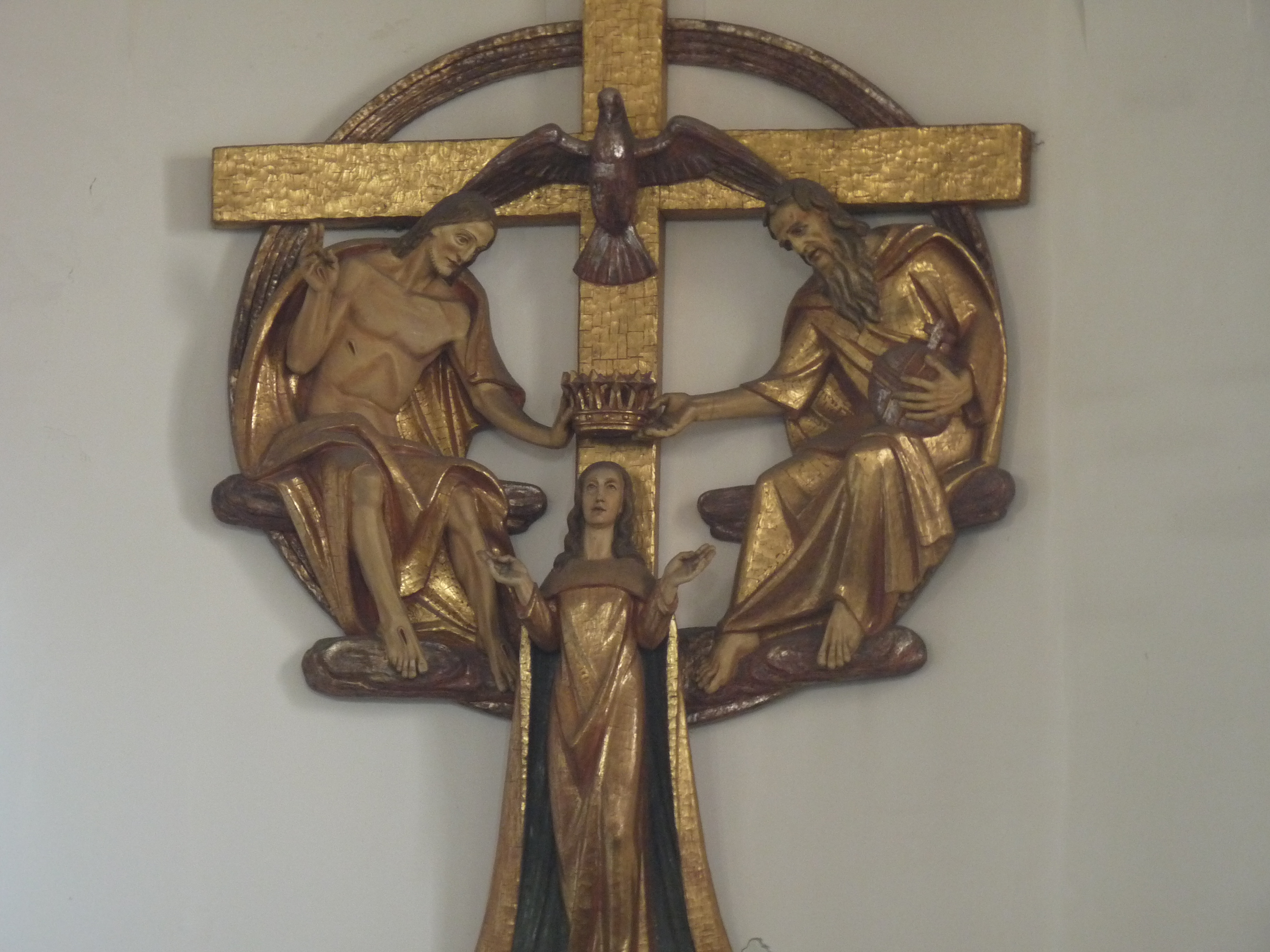
Hochaltar, Detail

#### Seitenaltäre
Die Seitenaltäre stammen noch aus dem 18. Jahrhundert. Der linke Seitenaltar, dem heiligen Theodor geweiht, ist ein Werk des Bildhauers Peter Anton von Verschaffelt. 1778 hatte Kurfürst Carl Theodor Reliquien seines Namenspatrons in Rom erworben und den Altar gestiftet. In der Figurennische ist – im Stil des Klassizismus – eine Madonnengruppe zu sehen, eine Gipsstudie für Verschaffelts Marmorskulptur in der St.-Bavo-Kathedrale in Gent, die sich ihrerseits an Michelangelos Madonna in der Liebfrauenkirche zu Brügge anlehnt. Im querovalen Giebelfeld befindet sich seit 1925 ein Relief der heiligen Mutter Anna. Es stammt aus einer alten Kapelle in Kappelrodeck, wohin es vielleicht aus dem Kloster Allerheiligen kam.
Der rechte Seitenaltar, wie der linke aus rötlichem Marmor, wird dominiert von einem auf Öl gemalten Altarblatt mit einer Darstellung des Abendmahls. Das Auszugsbild zeigt den Erzengel Michael. Die flankierenden Statuen der Heiligen Johannes Nepomuk und Sebastian waren ursprünglich einmal im umgekehrter Ordnung positioniert.

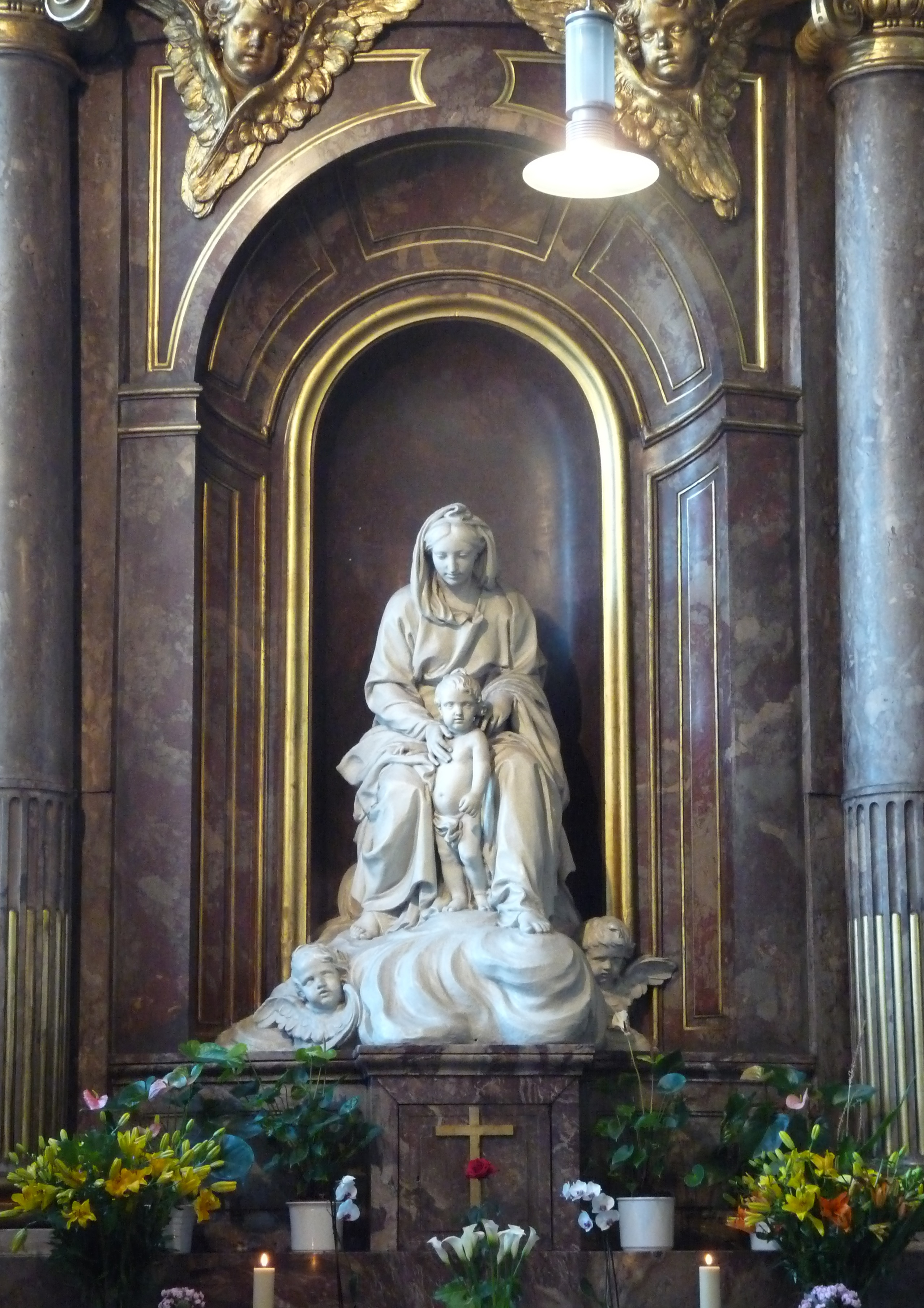
Linker Seitenaltar
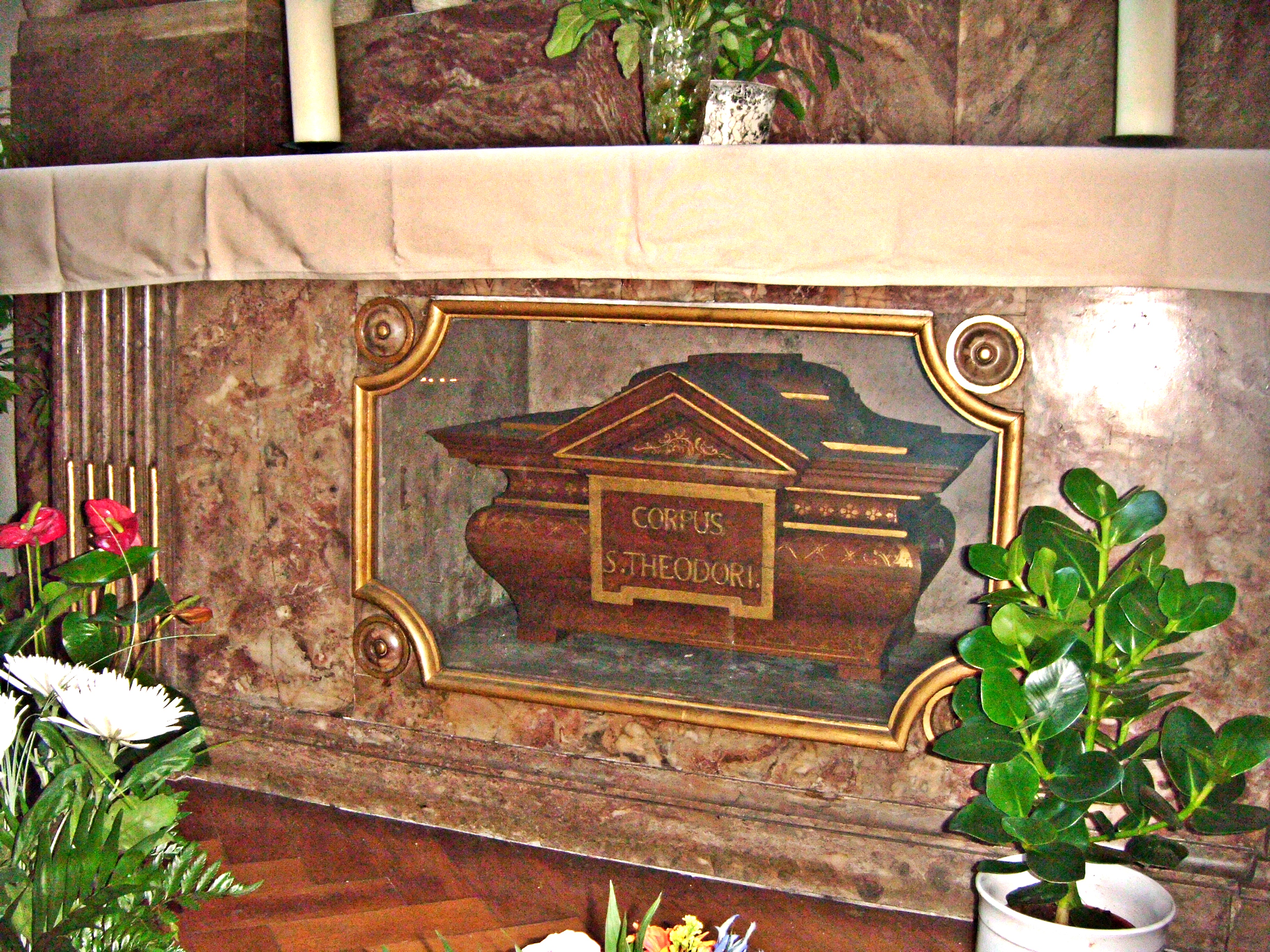
Reliquienschrein des Hl. Theodor im linken Seitenaltar
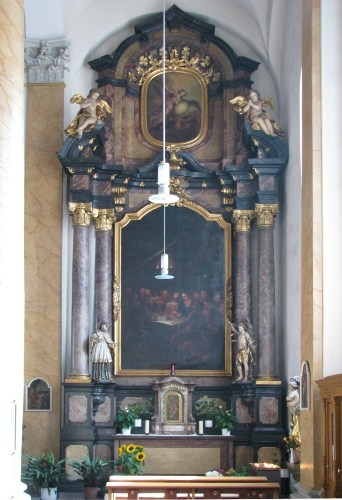
Rechter Seitenaltar
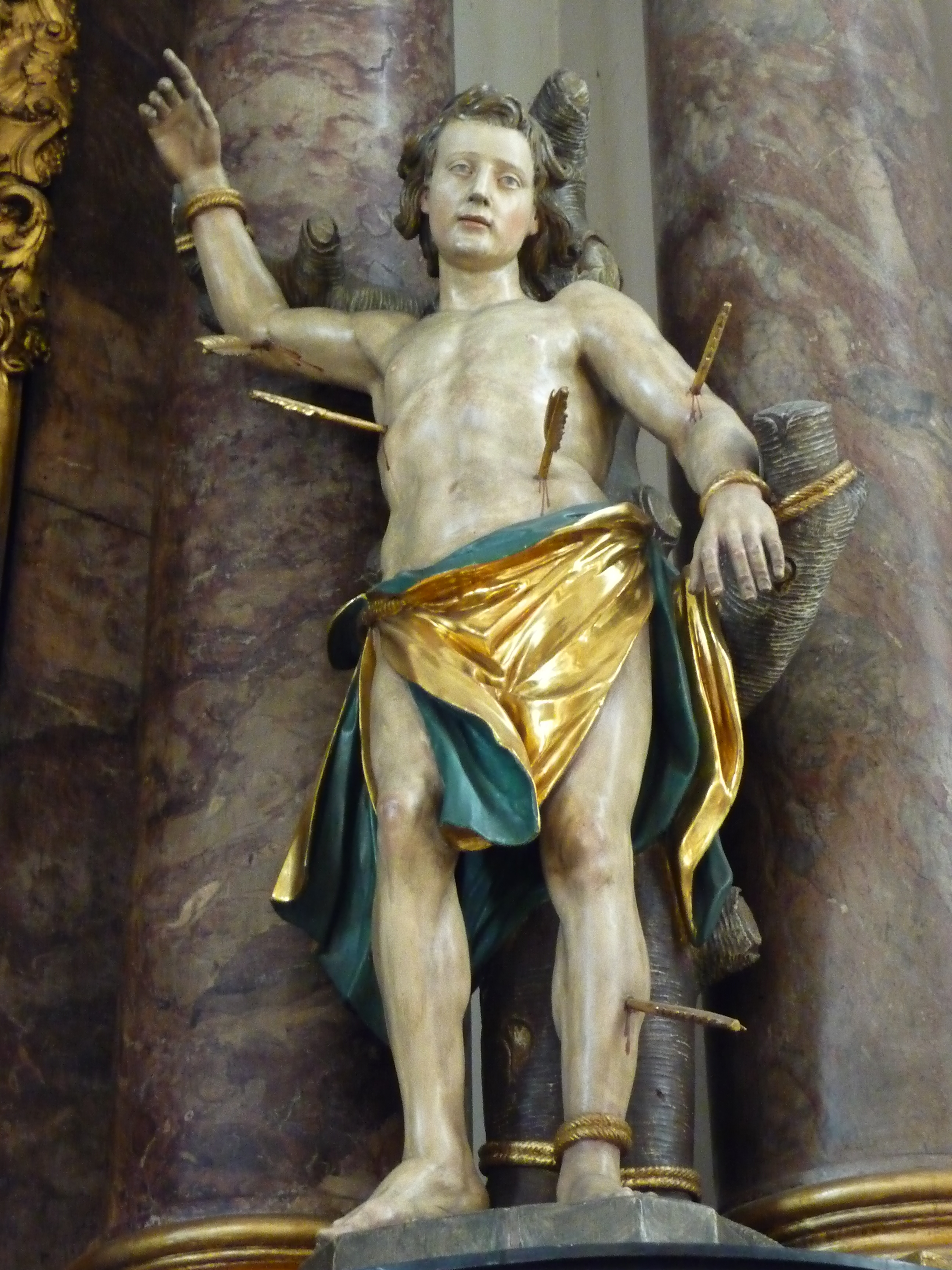
Darstellung des heiligen Sebastian am rechten Seitenaltar

#### Kanzel
Der Entwurf für die 1742 geschaffene Kanzel stammte – wie der Entwurf für den ursprünglichen Hochaltar – von Alessandro Galli da Bibiena. Das Kunstwerk gilt als „beispielhaft für die Kunst am kurpfälzischen Hof der vierziger Jahre des 18. Jahrhunderts“. Die elegant geschwungene Treppe ist mit Bandelwerk verziert, Kanzelkorb und Schalldeckel sind mit Voluten und Rocaillen geschmückt. Das vergoldete Relief am Kanzelkorb zeigt die Anbetung des Lamms nach der Offenbarung des Johannes. Auf den Voluten des Kanzelkorbes befanden sich früher vier Evangelistenfiguren. Diese wurden 1873 entfernt, weil sie „überschwänglich verzopft“ seien. Die Mosesfigur mit Gesetzestafeln, die einst auf dem Schalldeckel stand, wurde bei der Restaurierung 1936 entfernt und durch einen Knauf ersetzt. 1954 wurde die 83 Zentimeter große Skulptur im Bauschutt gefunden und an das Reiß-Museum abgegeben. Der geschnitzte Pelikan mit seinen Jungen, der seit 1952 den Schalldeckel krönt, stammt vom Tabernakel der katholischen Kirche in Landshausen. Am Kanzelfuß sind die Wappen des Stifterehepaares zu sehen, des 1735 verstorbenen Grafen Andreas Ehrenreich von Polheim und seiner Frau, der Gräfin Therese Wilhelmine von Polheim-Winkelhausen. Therese Wilhelmine amtierte von 1743 bis 1757 als Fürstäbtissin von Lindau und finanzierte unter anderem auch den Neubau der Stiftskirche Unserer Lieben Frau, deren Chorbogen die gleichen Wappen trägt.

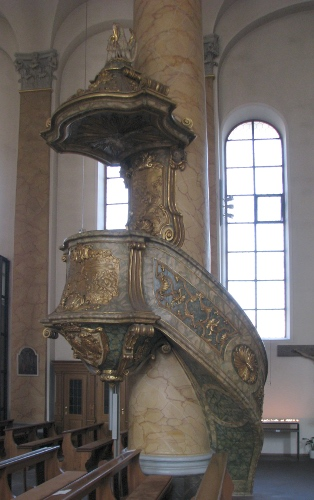
Kanzel
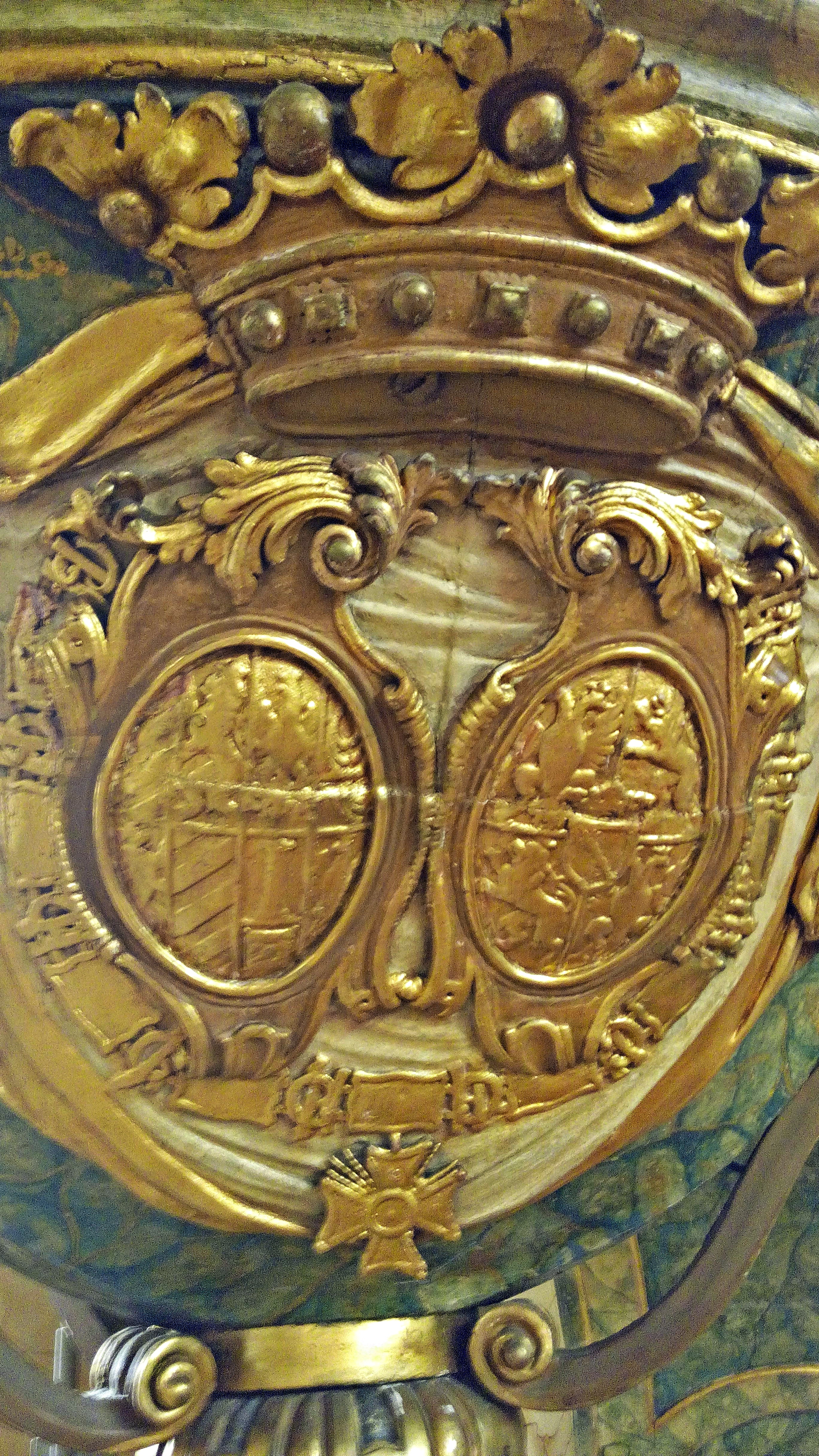
Kanzel, Wappen

#### Taufstein und Orgel

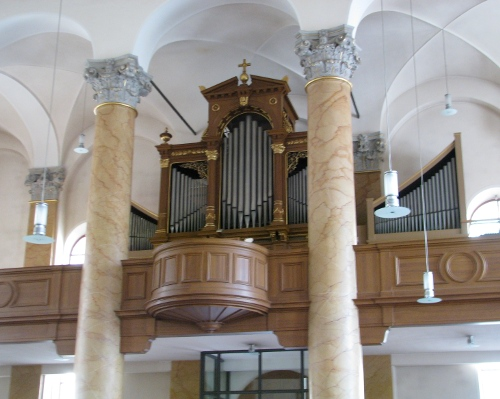
Orgel

Der Taufstein wurde 1843 gestiftet. Er ist aus marmoriertem Sandstein und mit Akanthusornamenten verziert. An den beiden Eingängen vom Marktplatz und von der Straße befinden sie je zwei muschelförmige Weihwasserbecken aus grau-rötlichem Marmor, die um 1720 geschaffen wurden.
Die Orgel steht auf der Empore gegenüber dem Chor. Die erste Orgel der Kirche wurde 1715 vom Frankfurter Orgelbauer Johann Friedrich Macrander gebaut und bis 1872 genutzt. Nach einem Entwurf des Architekten Bender konstruierte Voit eine neue Orgel, die 1875 auf der Ausstellung „Kunst und Gewerbe“ in Karlsruhe gezeigt und zwei Jahre später in St. Sebastian aufgestellt wurde. Die heutige dreimanualige Orgel wurde 1961 von der Firma Klais gebaut. Klais übernahm hierfür den alten Orgelprospekt und fügte zwei Seitenflügel an. Auch die Holzpfeifen der Voit-Orgel wurden übernommen. Sie ist wegen technischer Mängel seit längerer Zeit nicht spielbar, als Übergangsinstrument dient eine elektronische Orgel. Im Herbst 2023 wurde eine Spendenaktion für die Sanierung gestartet. Zurzeit wird sie bis voraussichtlich 2026 durch Orgelbau Lenter (Großsachsenheim) restauriert und teilweise rekonstruiert.

#### Weitere Kunstwerke
Ölgemälde eines unbekannten Künstlers bilden den Kreuzweg. Sie wurden im zweiten Viertel des 19. Jahrhunderts für die Pfarrkirche in Kappelrodeck geschaffen und 1955 nach Mannheim gebracht.

## Grablege
Laut Jakob Baroggio Die Geschichte Mannheims von dessen Entstehung bis 1861 besitzt die Kirche eine Gruft, in der eine Vielzahl lokalgeschichtlich bedeutsamer Personen beigesetzt ist. Teilweise haben sich deren Epitaphien erhalten, sie befinden sich in der Wand unter der Orgelempore. Mehrere davon sind qualitative Marmorarbeiten von Franz Conrad Linck (1730–1793). Einige Gedenksteine gingen durch die Zerstörungen des Zweiten Weltkriegs verloren.
Noch vorhandene Epitaphien sind für:
- Alois Anton Joseph Georg Cochem (1711–1783), kurpfälzischer Hofrat und Regierungssekretär sowie sein Bruder Franz Ignatius Valentin Cochem (1718–1759), Regierungskanzlist
- Karl Anton Hyacinth von Gallean (1737–1778); Obersthofmeister des pfälzischen Kurfürsten Karl Theodor und Großvater von Bischof Charles-Auguste-Marie-Joseph de Forbin-Janson (1785–1844), Gründer des Päpstlichen Kindermissionswerkes
- Lubentius Huben († 1740), kurpfälzischer Regierungsrat und Wohltäter der Pfarrei
- Johann Leonhard Lippe (1671–1737), kurpfälzischer Geheimrat, Hofpfalzgraf und Stadtdirektor von Mannheim
- Adam Heinrich Peter von Riaucour (1761–1762), Sohn des Andreas von Riaucour (1722–1794); Reichsgraf und Diplomat im Dienste des Kurfürsten von Sachsen
- Franz Joseph von Stengel (1683–1759) kurpfälzischer Geheimrat, Ritter des St. Hubertus Ordens und Begründer des Adelsgeschlechtes von Stengel, mit Gattin Maria Anna Dorothea geb. Flender (1689–1758) und den Sohn Paul Heinrich Joseph Xaver von Stengel (1717–1754), kurpfälzischer Landschreiber in Neustadt an der Weinstraße, Vater des französischen Generals Heinrich Christian Michael von Stengel (1744–1796), der auf dem Epitaph als einer der Stifter aufgeführt ist.

Verschwundene Epitaphien, die bei Jakob Baroggio oder im Thesaurus Palatinus des Landeshistorikers Johann Franz Capellini von Wickenburg noch überliefert sind:
- Johann Bartholomäus von Busch (1680–1739), Professor des Römischen Rechtes, Oberappellationsgerichtsdirektor, kurpfälzischer Vizekanzler
- Jakob Friedrich Joseph Gabrieli (1713–1745), Hofgerichtsrat[43]
- Franz Joseph (1727–1733), Gustav Wilhelm (1727–1739) und Johann Christian (1730–1735), Söhne des kurpfälzischen Regierungspräsidenten bzw. Ministers Franz Wilhelm Caspar von Hillesheim (1673–1748)
- Joseph Anton von Kageneck (1701–1747), kurpfälzischer Kammerherr, Assessor der vorderösterreichischen Ritterschaft, Burgmann zu Friedberg
- Maria Magdalena Lippe geb. Bencard († 1723), Gattin des Stadtdirektors Johann Leonhard Lippe (1671–1737)
- Johannes Franz Eugen von Savoyen (1714–1734); General, Großneffe des Prinzen Eugen von Savoyen[44]
- Christoph Adam Vöhlin von Frickenhausen (1668–1730), kaiserlicher Kammerherr, kurpfälzischer Geheimrat und Oberstallmeister
- Johann Philipp Georg Dominikus Vöhlin von Frickenhausen (1705–1736), kurpfälzischer Kammerherr und Hauptmann der kurfürstlichen Garde

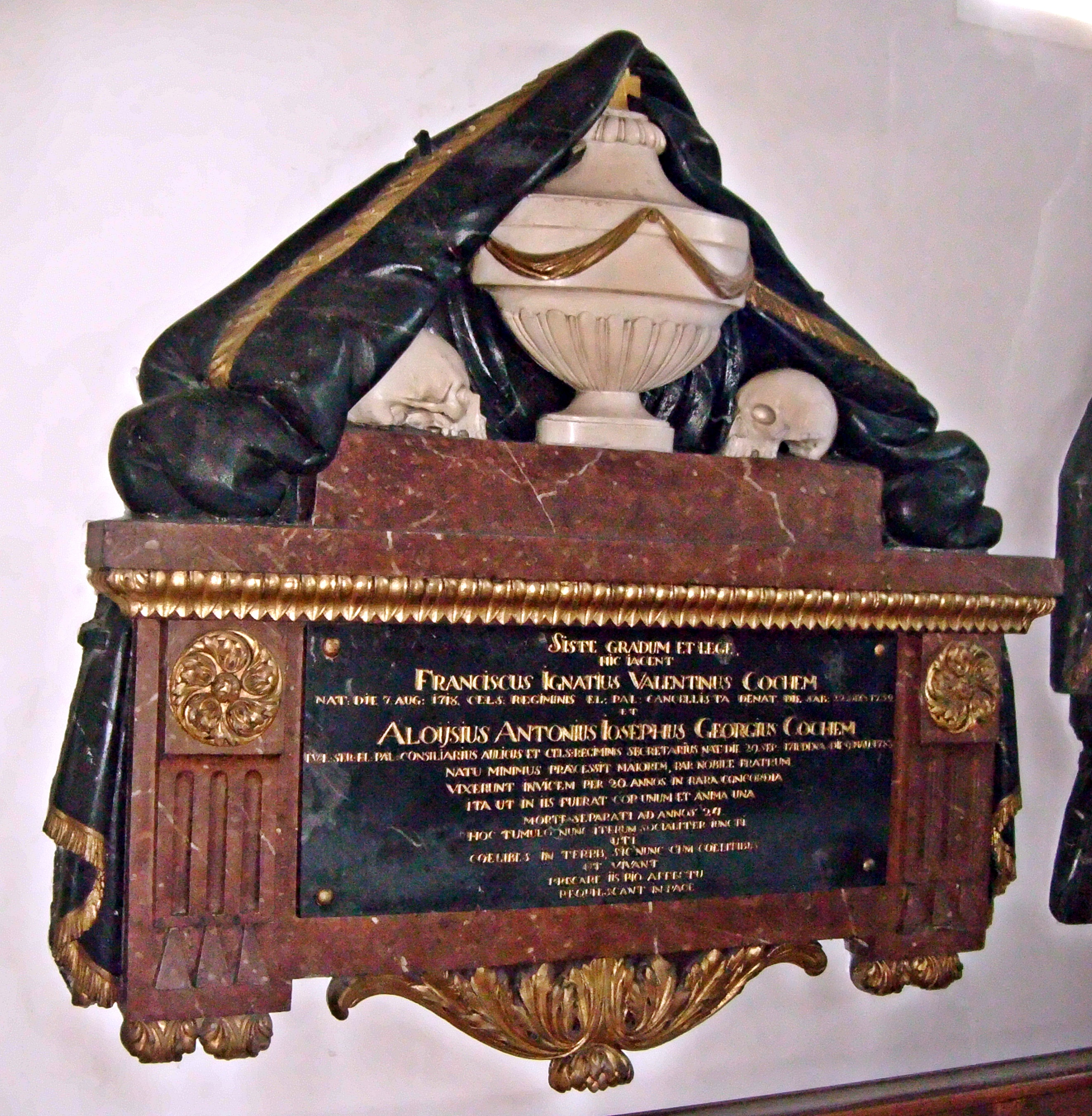
Epitaph der Brüder Cochem
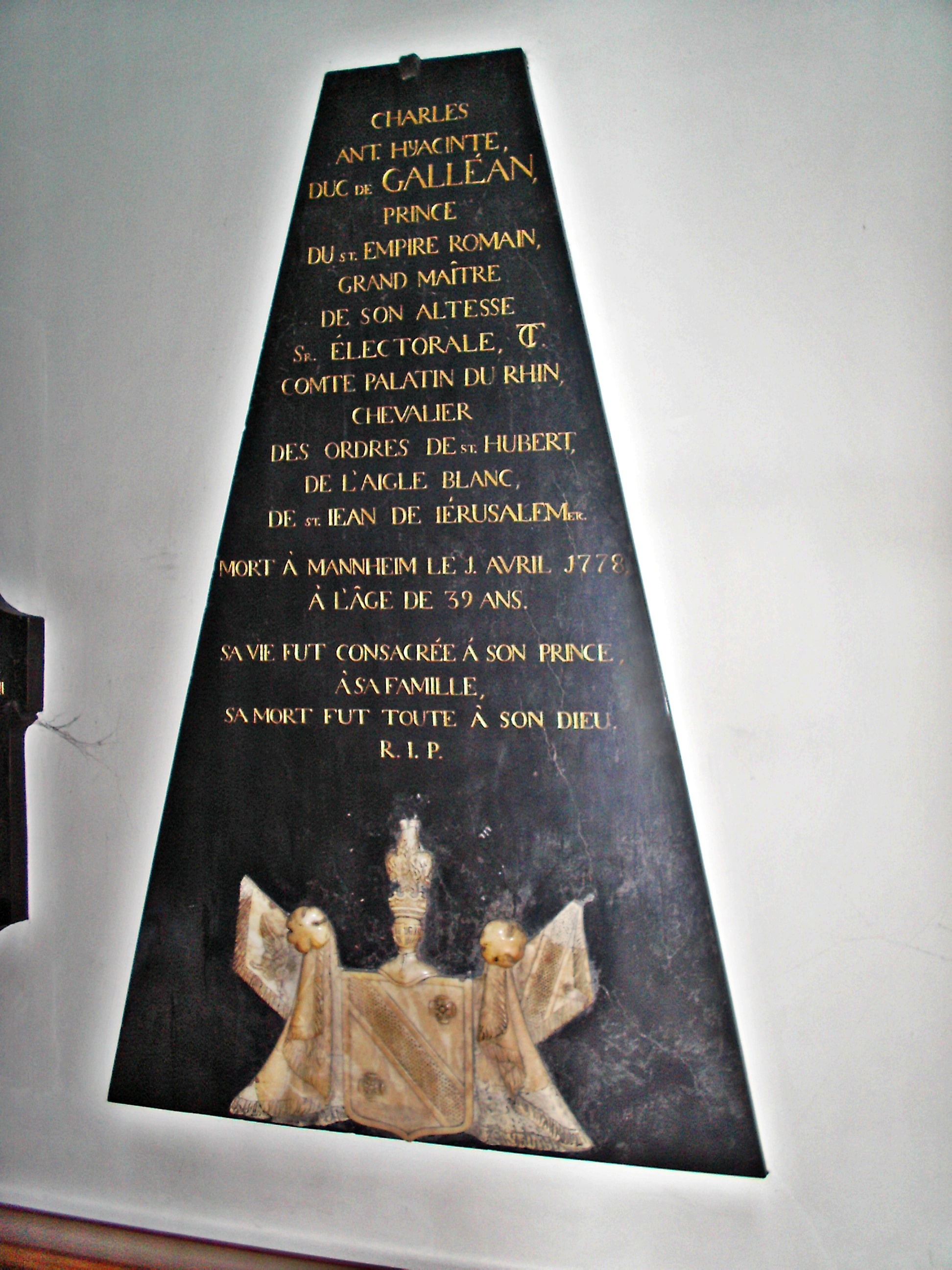
Epitaph Karl Anton Hyacinth von Gallean
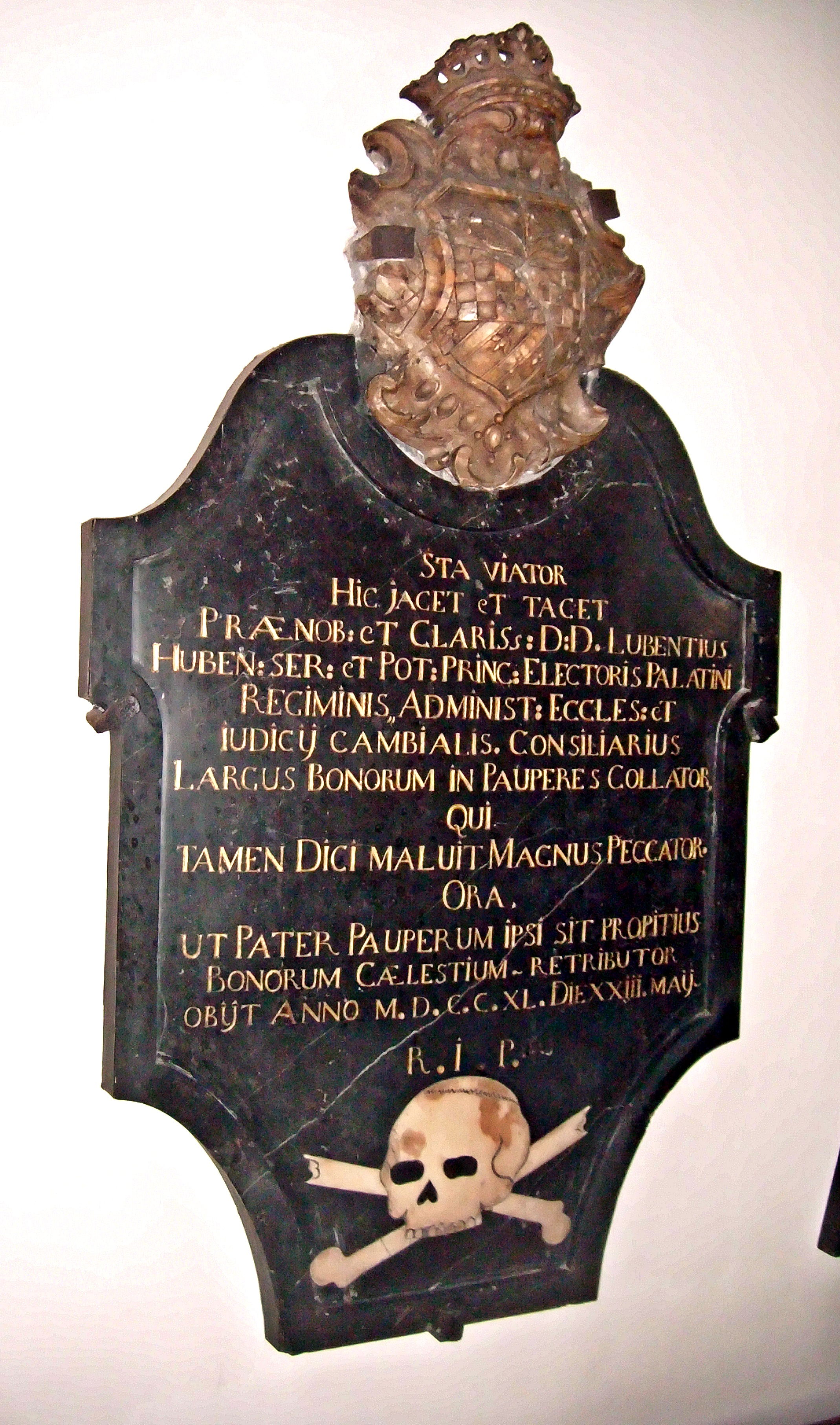
Epitaph Lubentius Huben
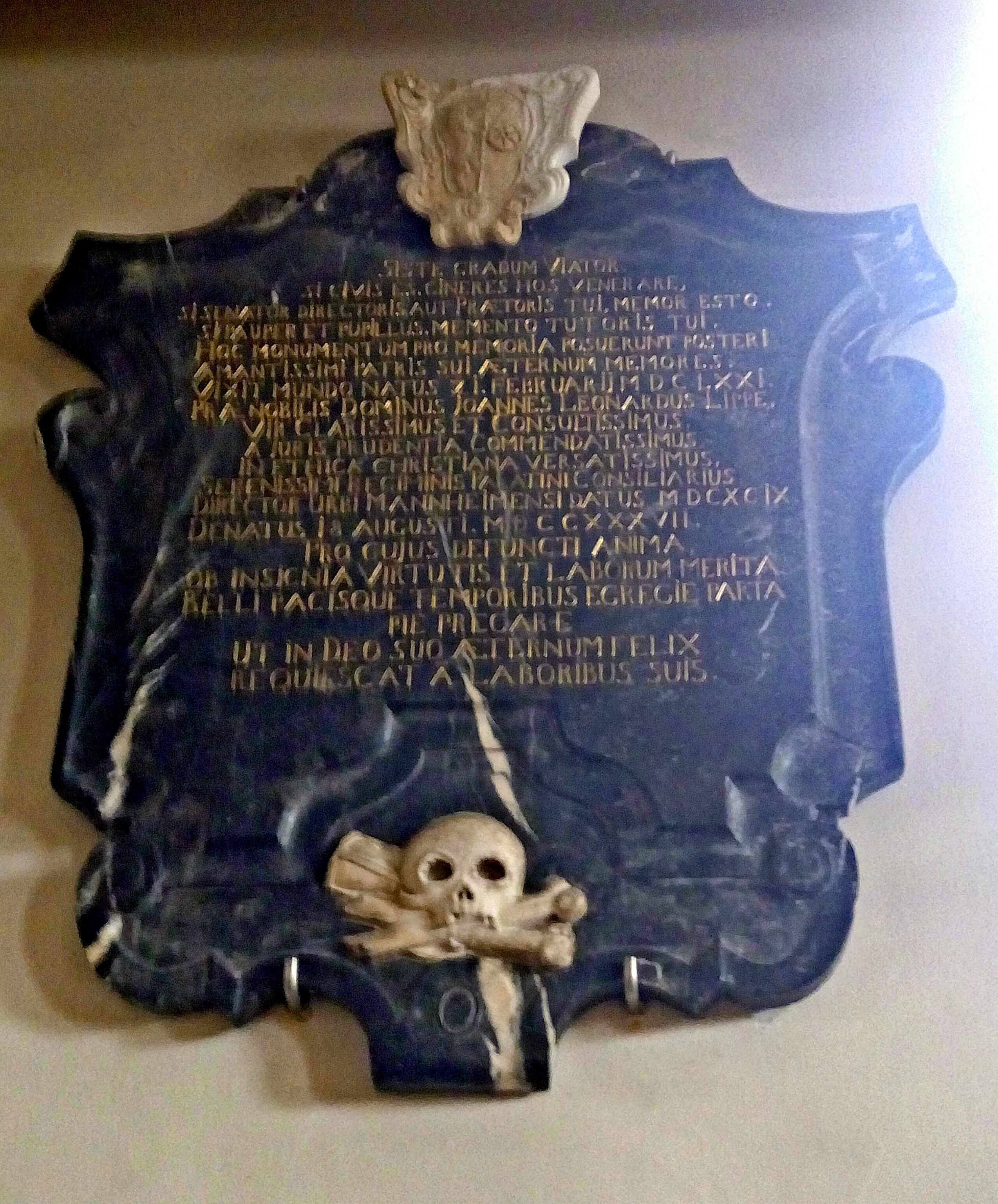
Epitaph Johann Leonhard Lippe
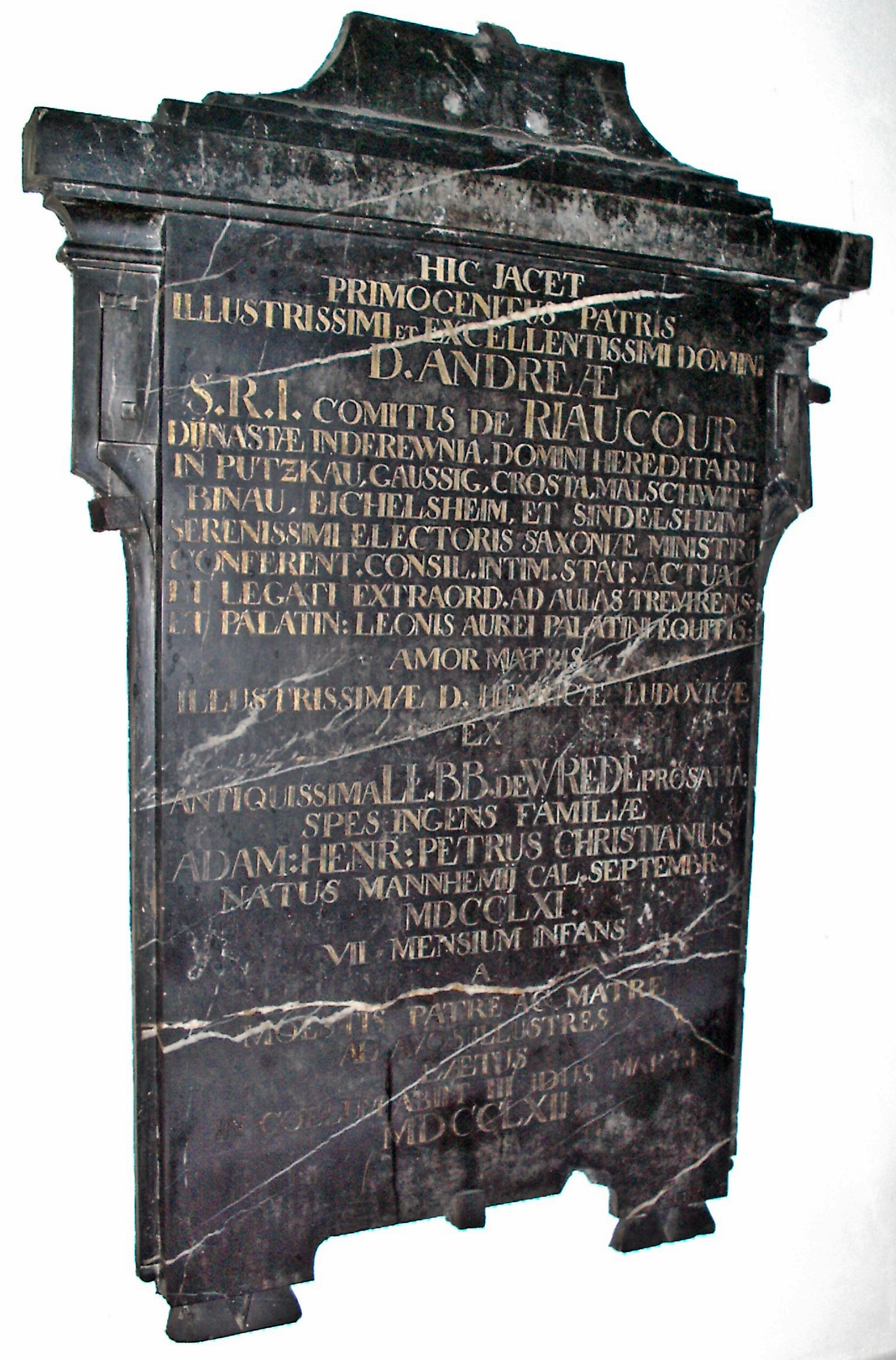
Epitaph Riaucour
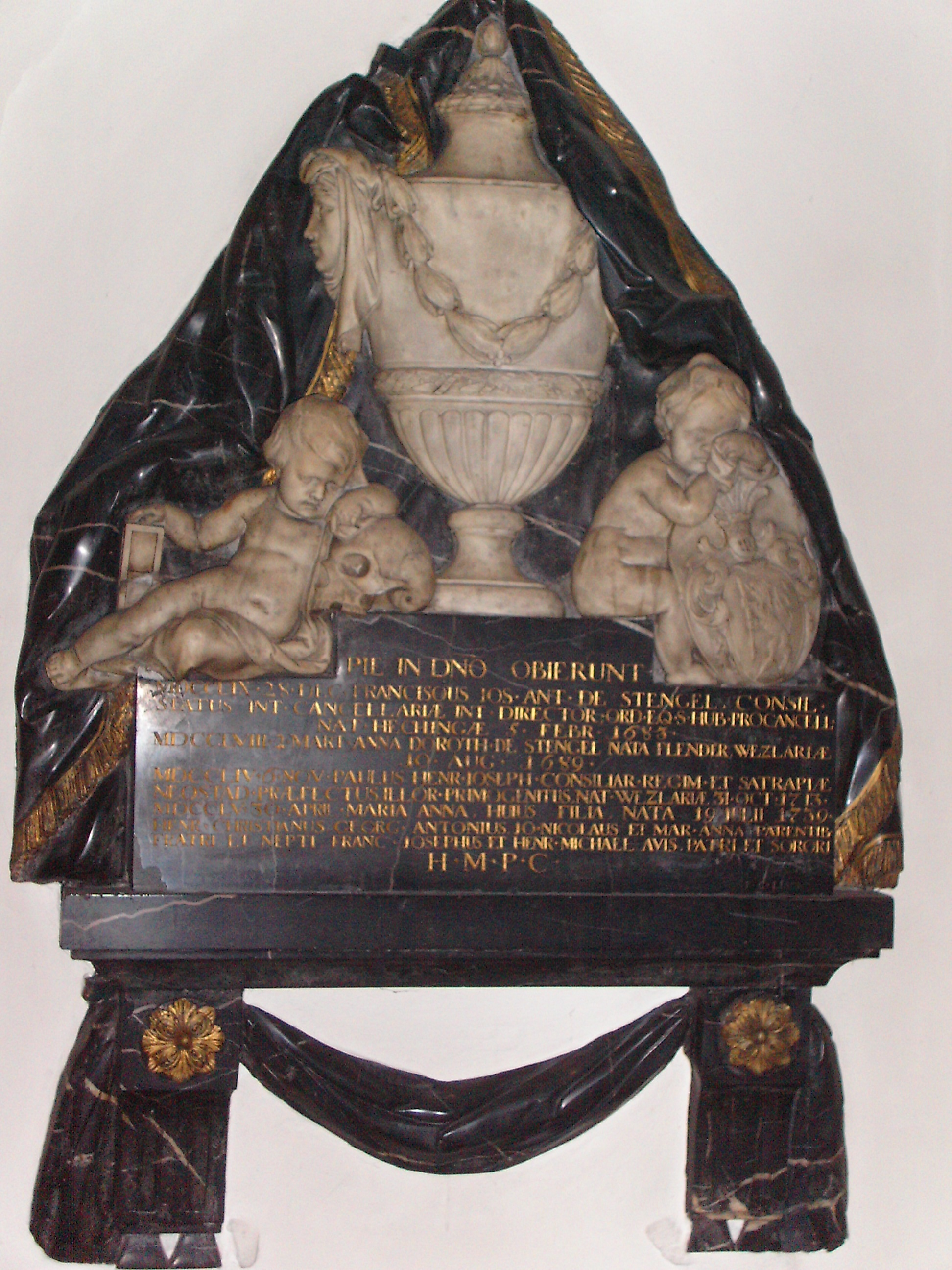
Epitaph Familie von Stengel
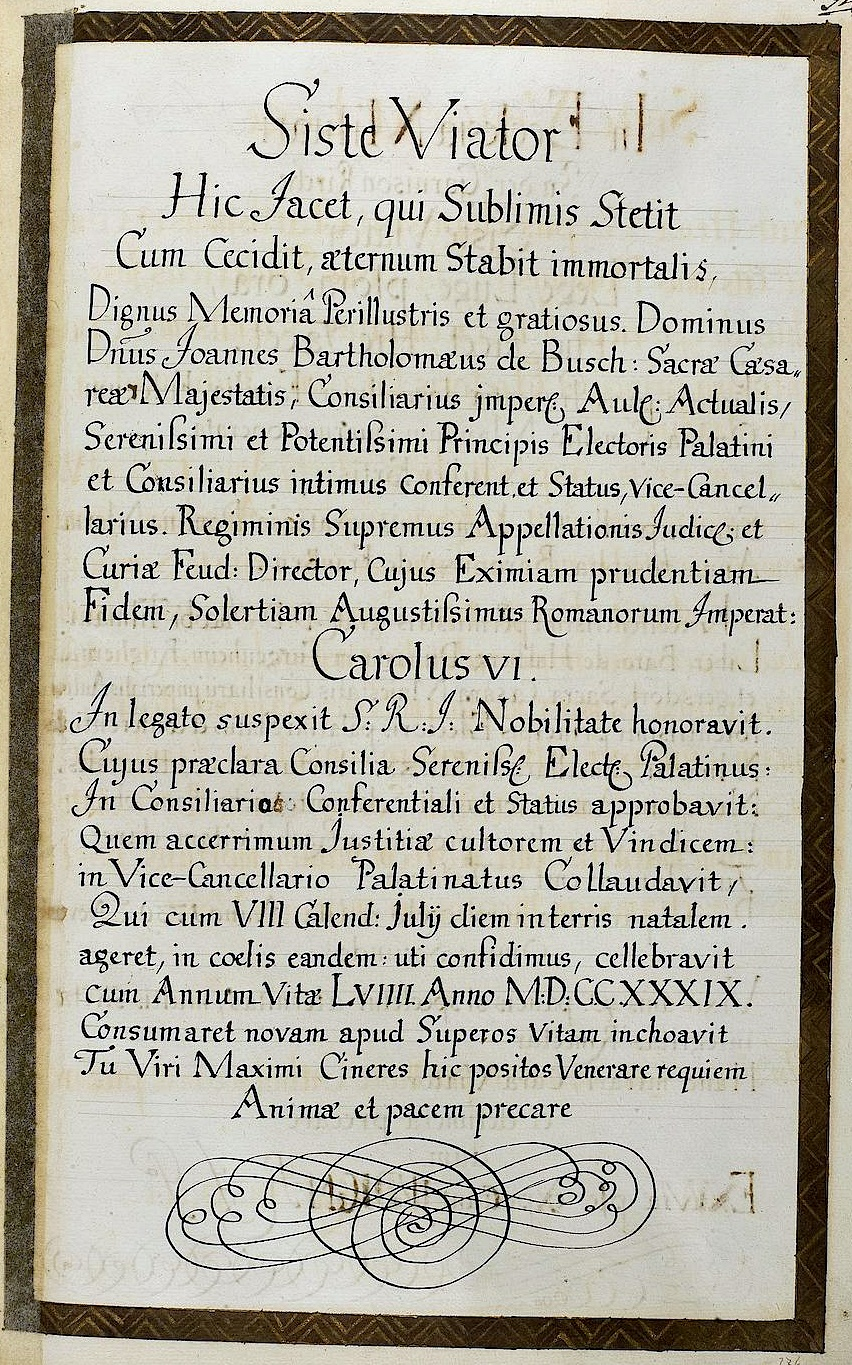
Epitaphinschrift Johann Bartholomäus von Busch, aus dem Thesaurus Palatinus
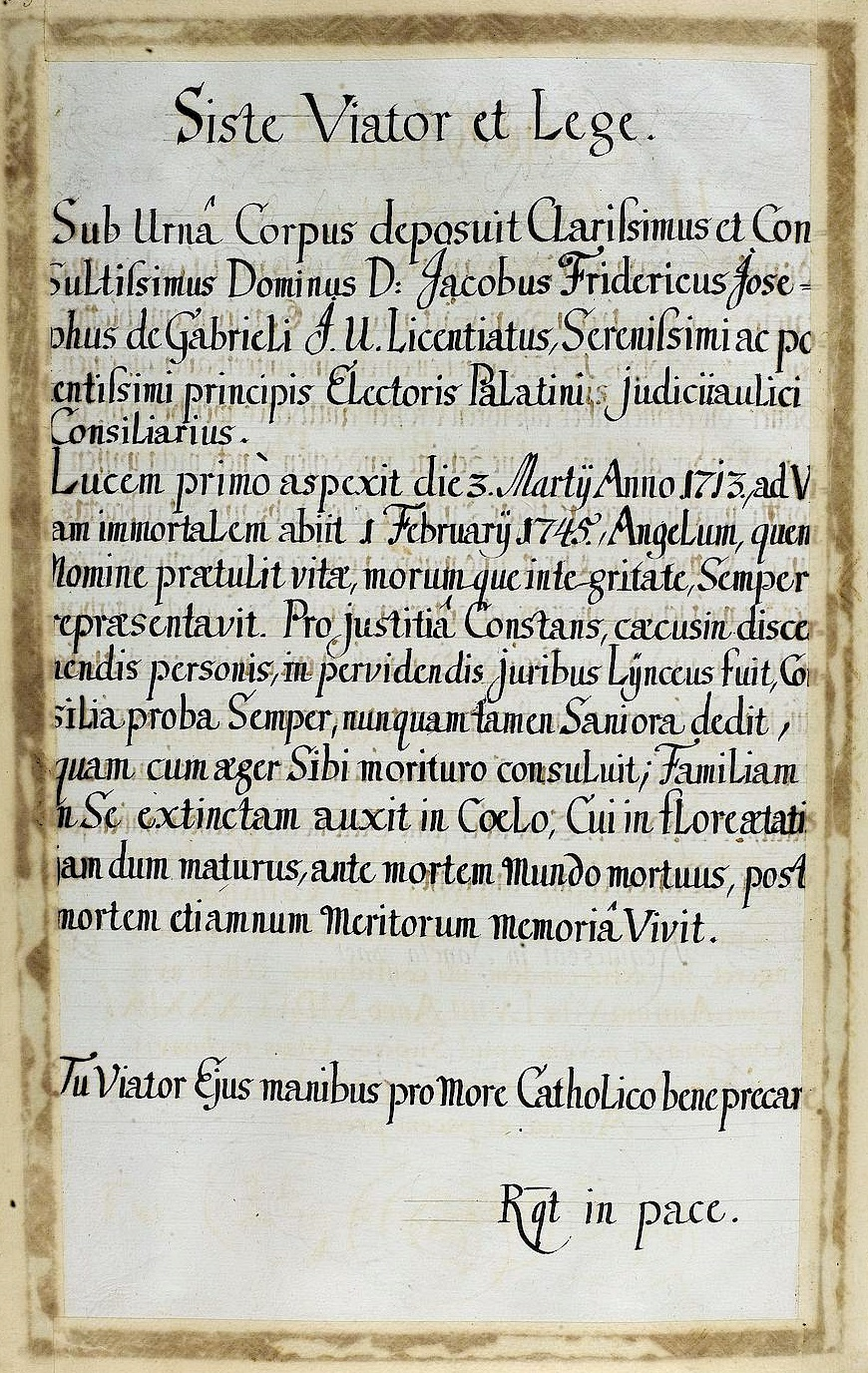
Epitaphinschrift Jakob Friedrich Joseph Gabrieli, aus dem Thesaurus Palatinus
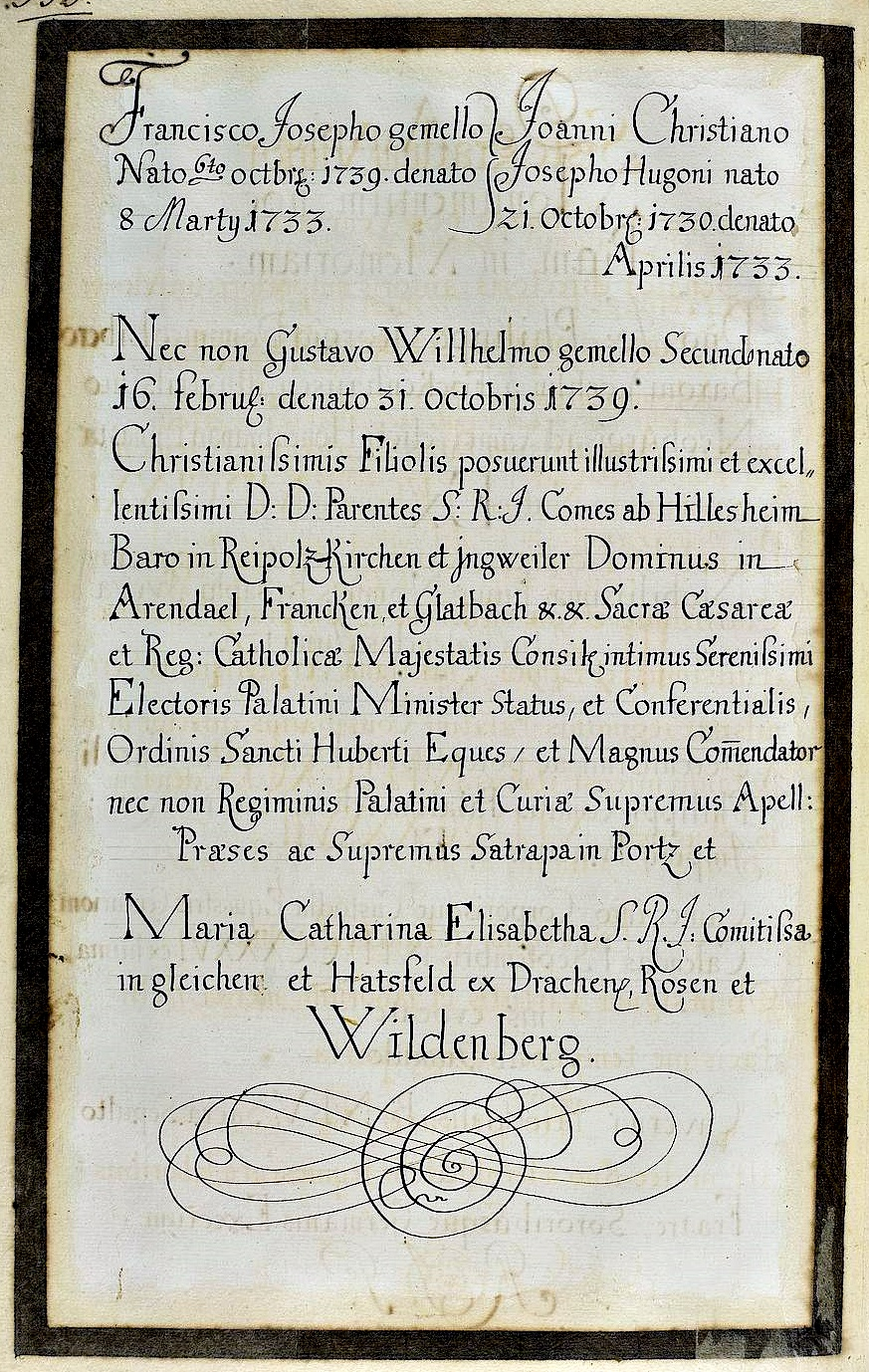
Epitaphinschrift „von Hillesheim“, aus dem Thesaurus Palatinus
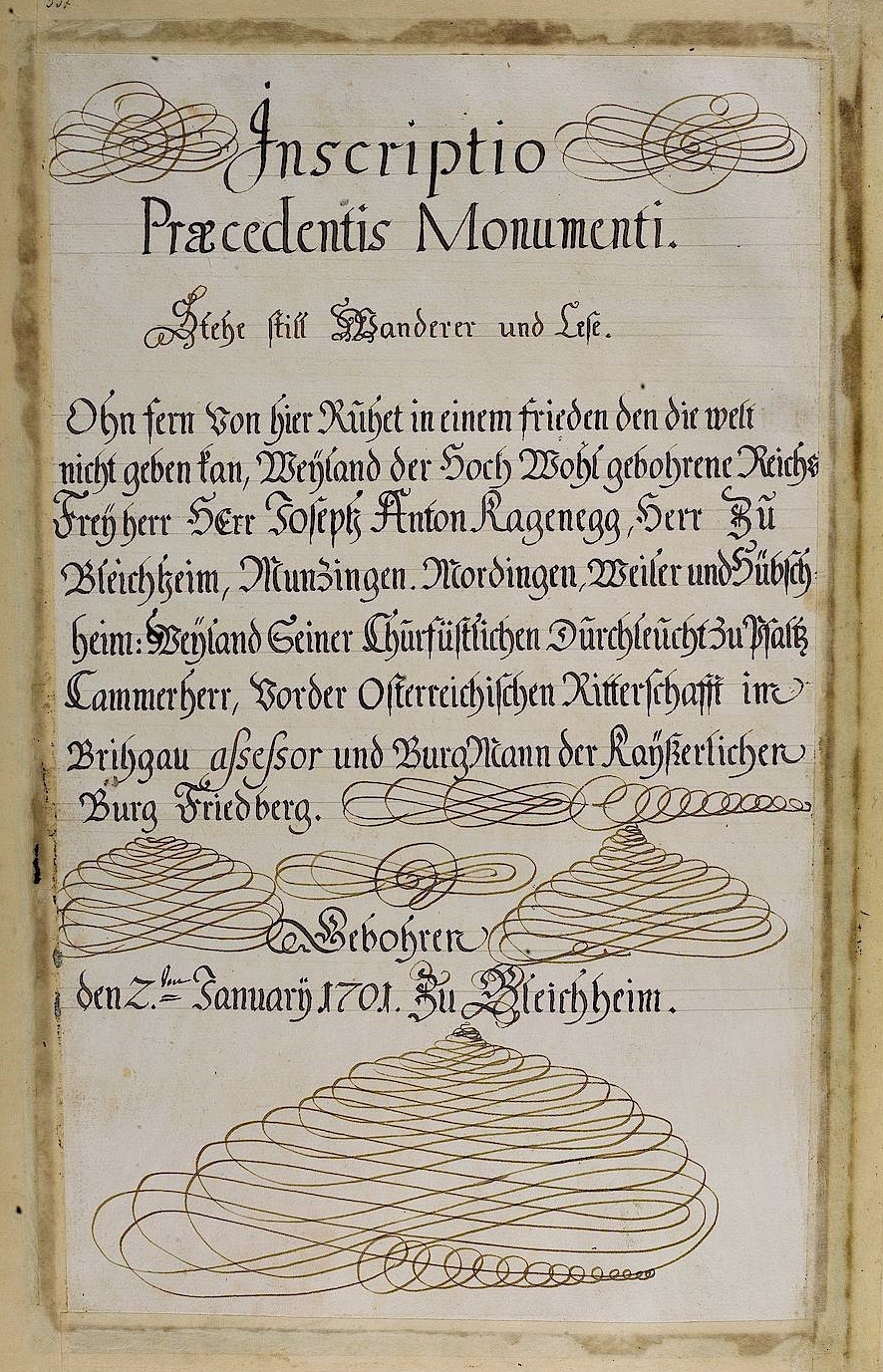
Epitaphinschrift Joseph Anton von Kageneck, aus dem Thesaurus Palatinus
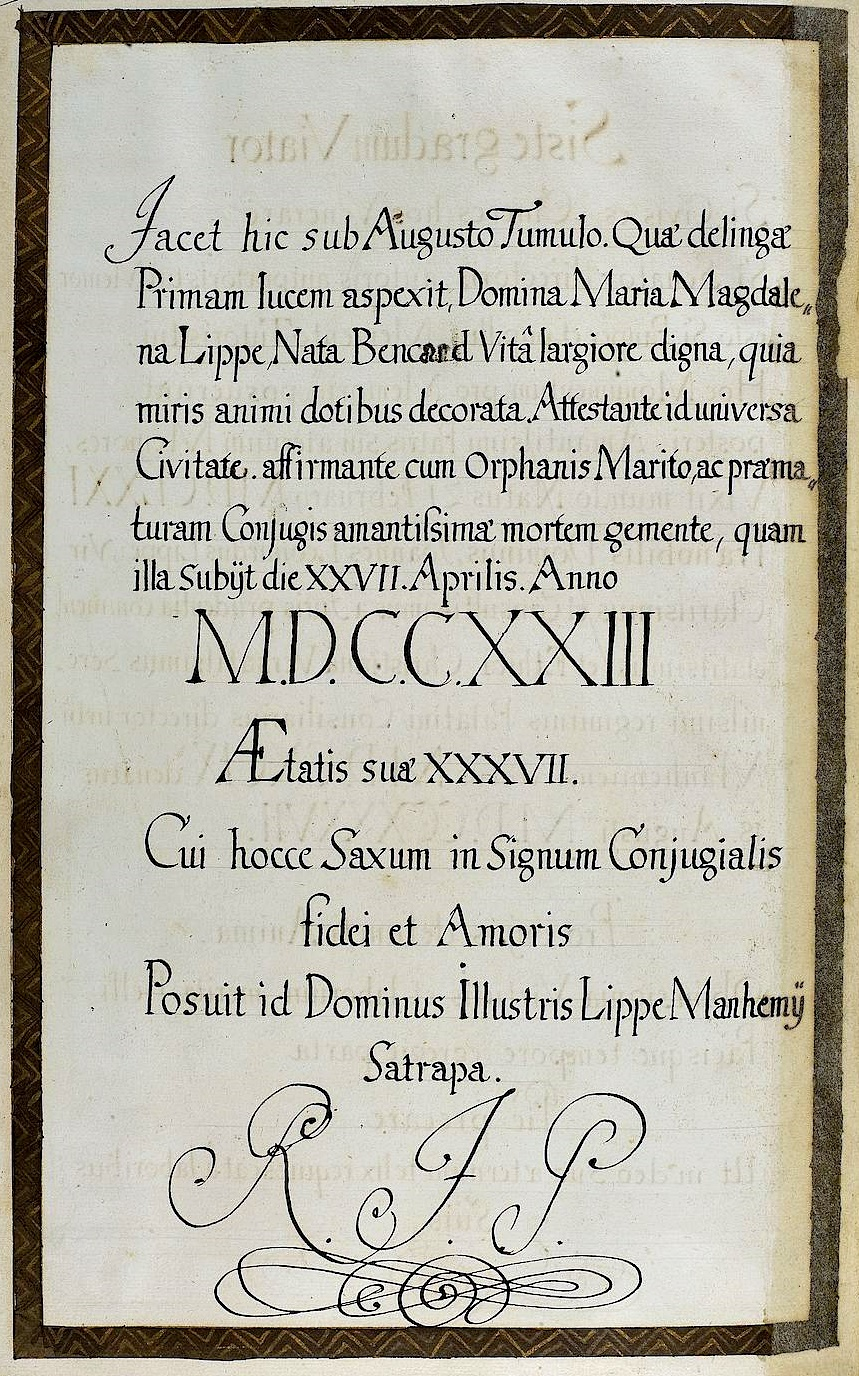
Epitaphinschrift Maria Magdalena Lippe geb. Bencard, aus dem Thesaurus Palatinus
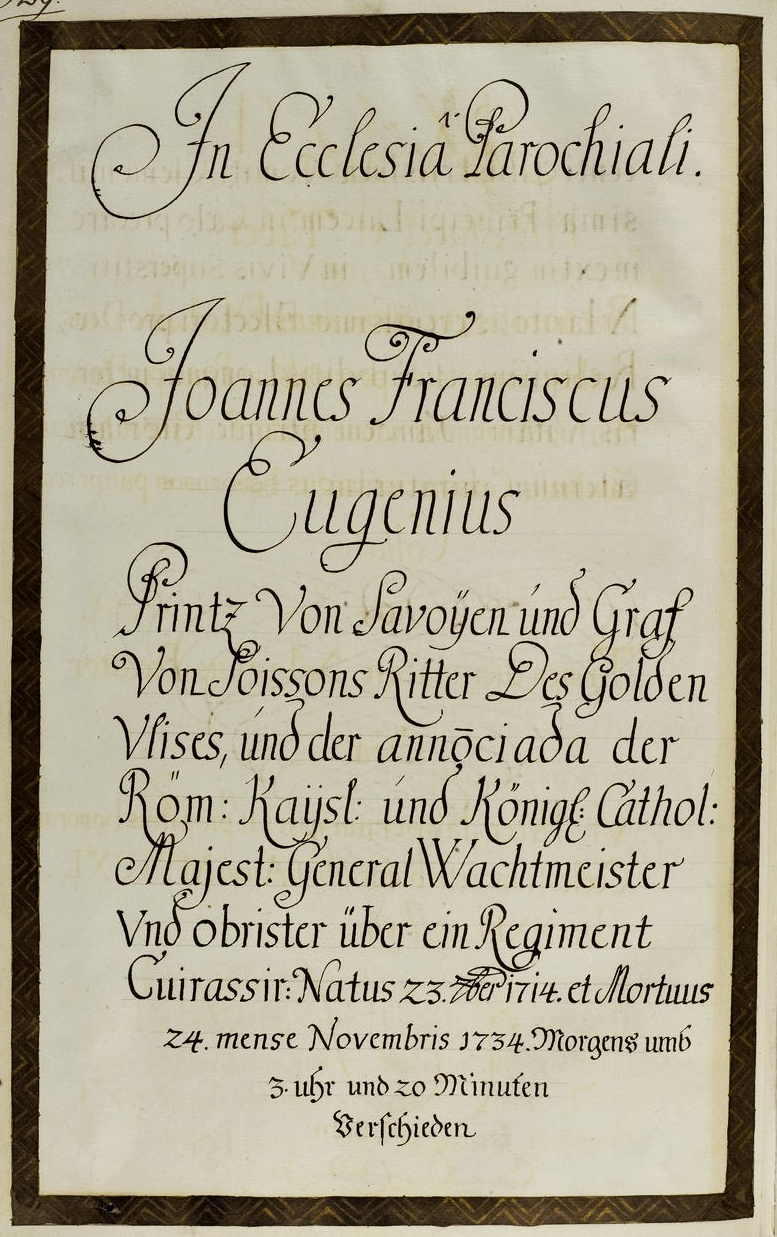
Epitaphinschrift Johannes Franz Eugen von Savoyen, aus dem Thesaurus Palatinus
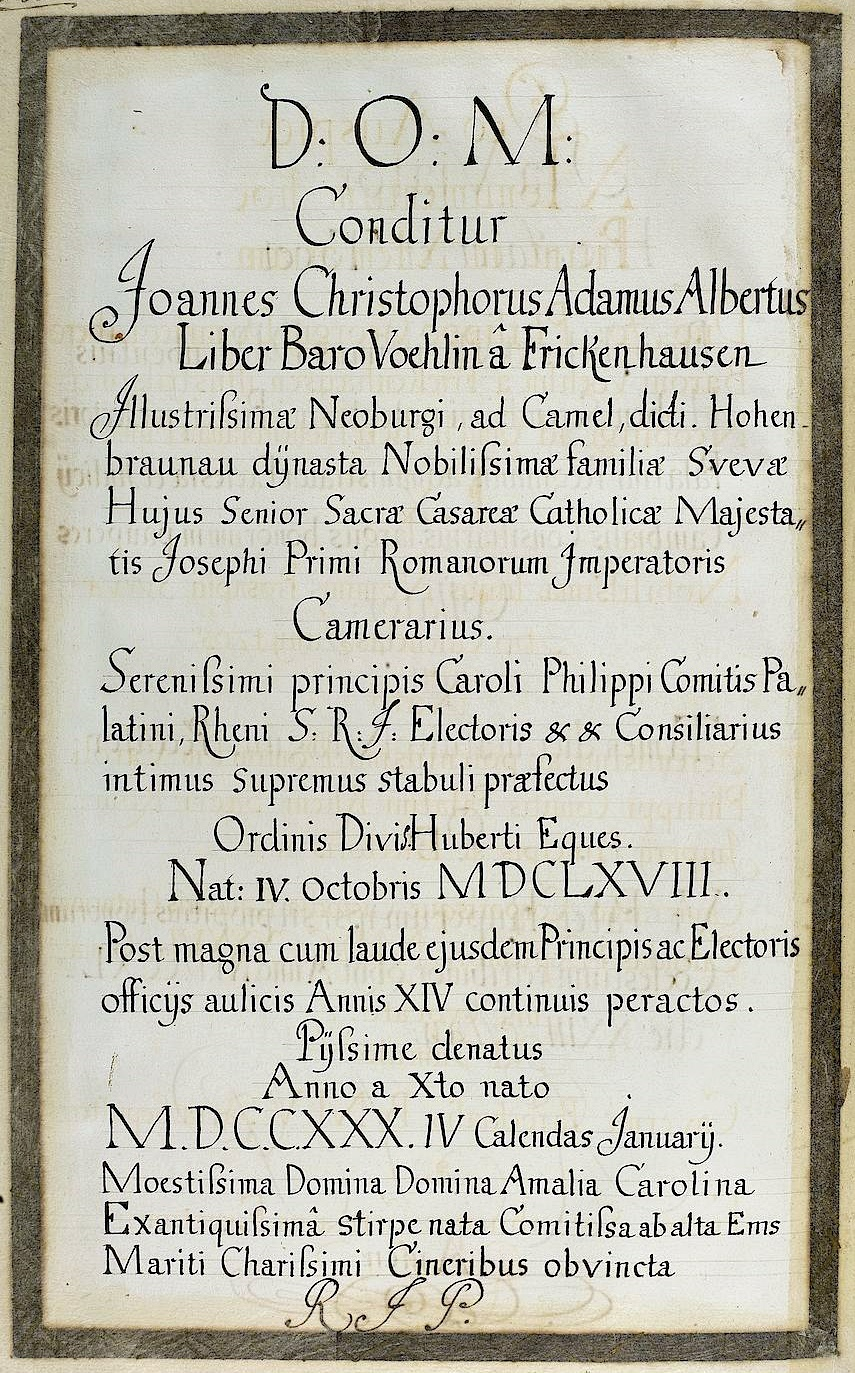
Epitaphinschrift Christoph Adam Vöhlin von Frickenhausen, aus dem Thesaurus Palatinus
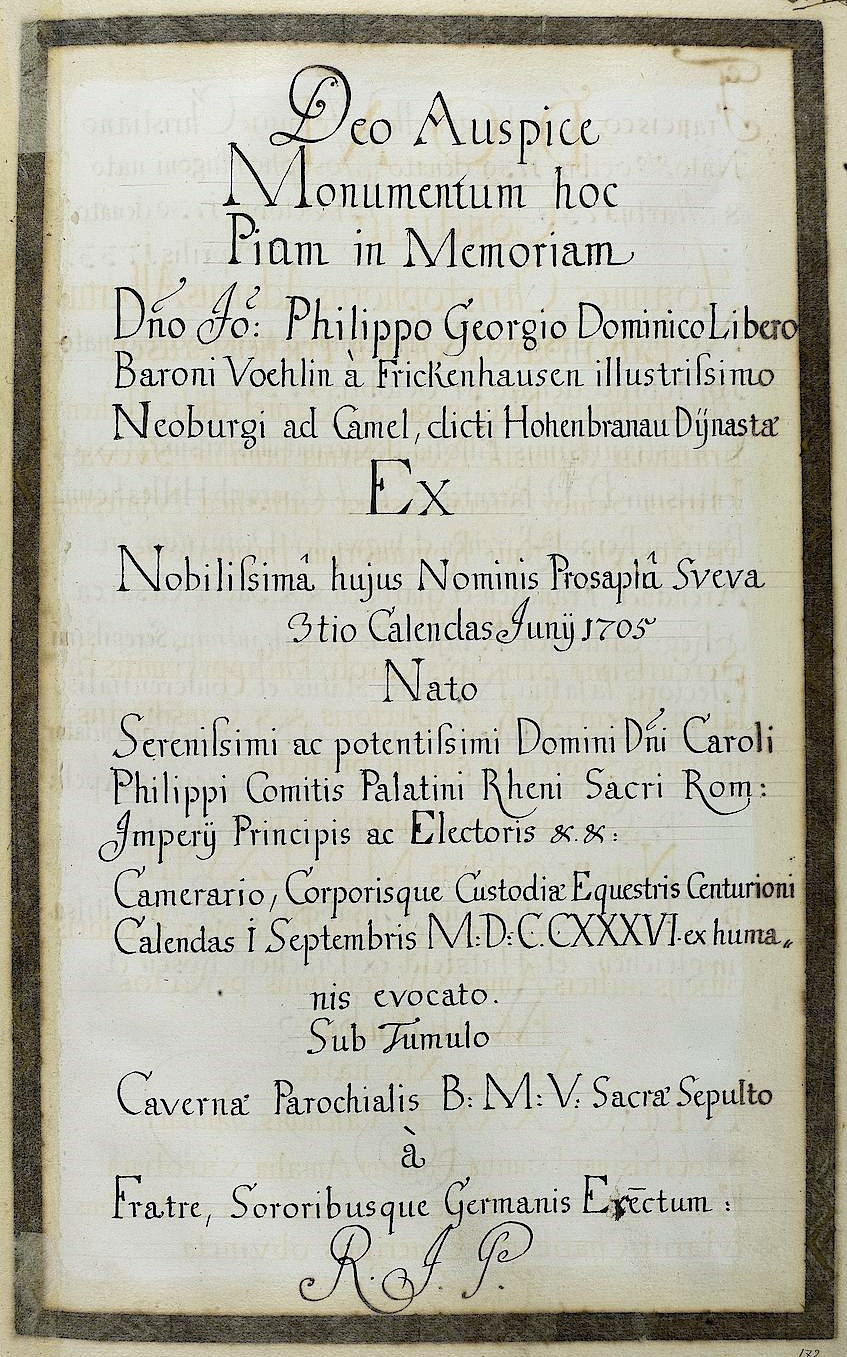
Epitaphinschrift Johann Philipp Georg Dominikus Vöhlin von Frickenhausen, aus dem Thesaurus Palatinus